# Groningen

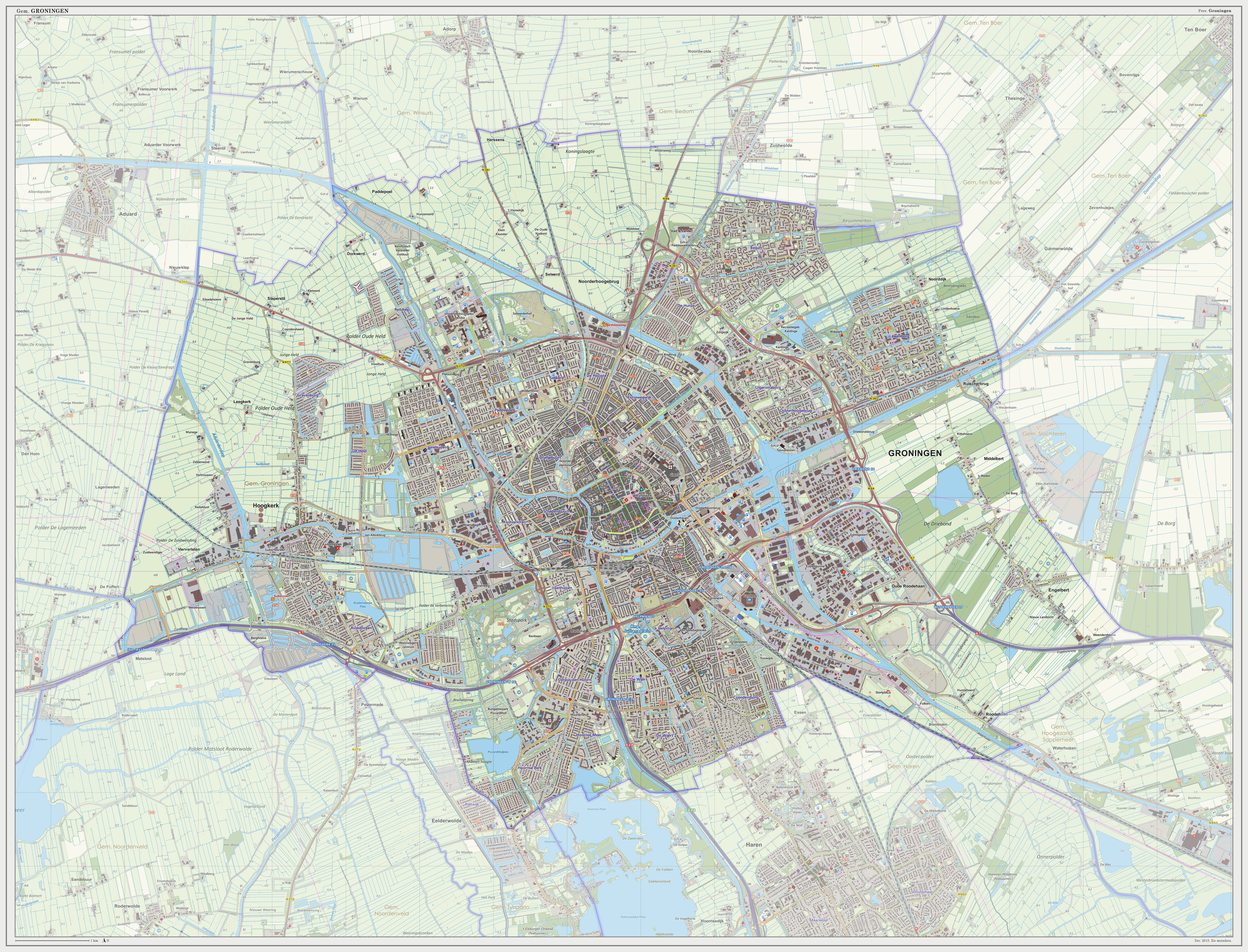
Stadtkarte Groningen

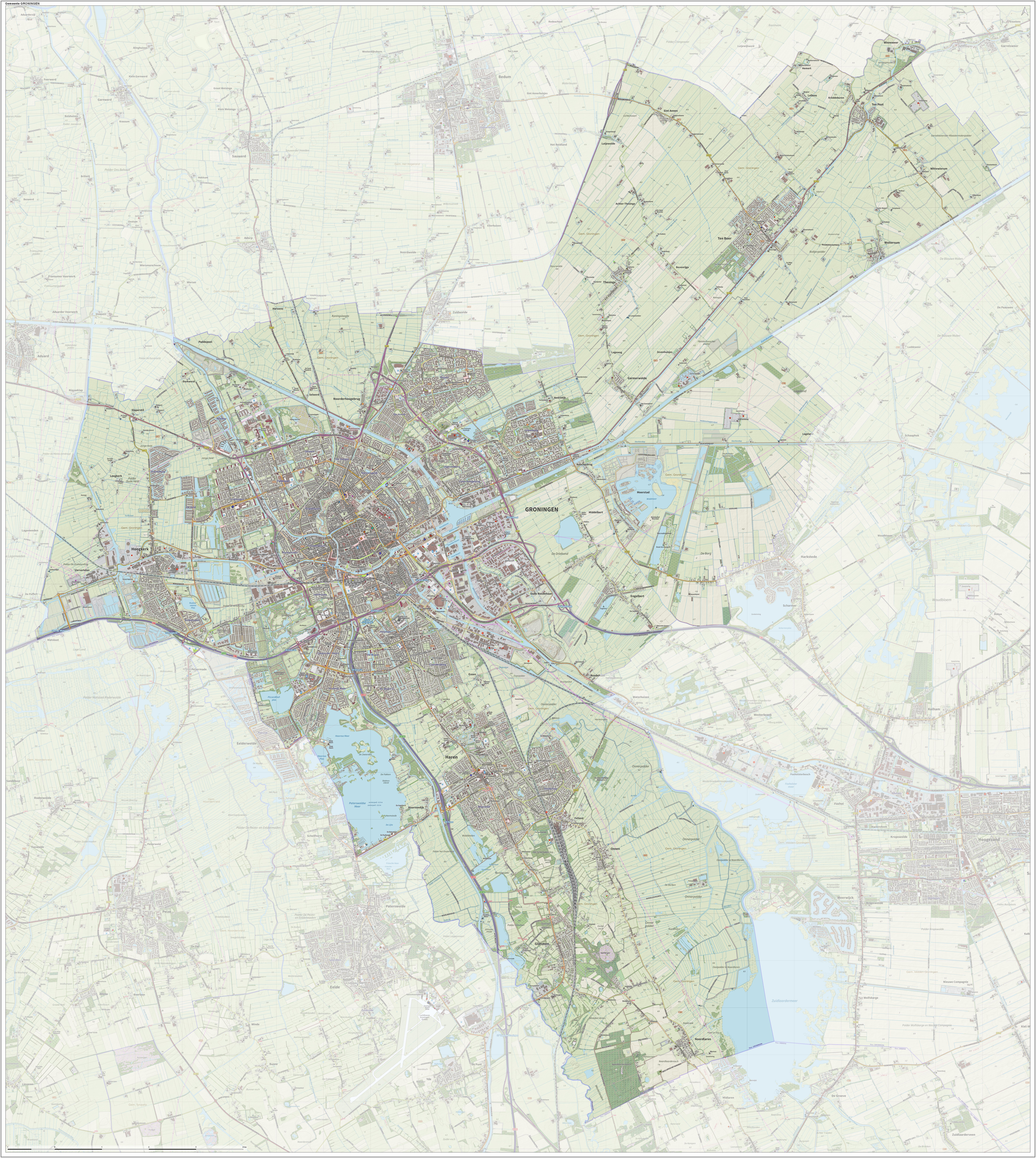
Gemeindekarte Groningen

Groningen (niederländisch [ˈɣroːnɪŋə(n)] ⓘ, in alten hochdeutschen Dokumenten Gröningen, Groninger Platt Grönnen) ist die Hauptstadt der Provinz Groningen in den Niederlanden. Sie hat 244.807 Einwohner (Stand: 1. Januar 2025, mit dem Umland (Regio Groningen-Assen) 505.000 Einwohner). Die Gemeinden Ten Boer und Haren wurden zum 1. Januar 2019 nach Groningen eingemeindet.
Die Stadt hat seit 1614 eine Universität, außerdem befindet sich in Groningen die Fachhochschule Hanzehogeschool. Fast 50.000 Studenten sind in der Stadt eingeschrieben.

## Geografie

### Ortslage
Groningen liegt am nördlichen Ende des „Hondsrug“ (nicht zu verwechseln mit dem Hunsrück), einer sandigen Erhebung mitten im ehemals ausgedehnten Moor, die sich vom „Drentschen Plateau“ bis ins Zentrum der Stadt zieht und in früherer Zeit die einzige Verbindung dieser beiden Gebiete war.
Groningen liegt 75 km westlich von Leer (Ostfriesland) und 180 km nordöstlich von Amsterdam an der A7 (E 22). Die Stadt ist ein Eisenbahnknoten und liegt 15 km nördlich vom Flughafen Groningen. Sie hat eine Fläche von 76,77 km² und liegt an den Kanälen Winschoterdiep, Nord-Willemskanal, Van Starkenborghkanaal und am Eemskanaal, der Groningen mit Delfzijl an der Emsküste verbindet. Dank ihrer günstigen Lage wurde die Stadt zum Mittelpunkt der Region. Die Innenstadt ist – wie bei alten Stadtkernen üblich – sehr dicht bebaut.

### Stadtgliederung
Die Stadt Groningen (ohne Haren und Ten Boer) gliedert sich in fünf Stadtteile mit insgesamt 64 Vierteln (niederländisch „wijk“ und „buurt“).
- Centrum (Stadtmitte)

mit den Vierteln: A-Kwartier, Binnenstad, Binnenstad-Oost, Hortusbuurt, Ebbingekwartier, Westerhaven, Stationsgebied
- Oude Wijken („Alte Viertel“, die vor allem im 19. Jahrhundert entstandenen Wohngebiete unmittelbar westlich, nördlich und östlich der Altstadt)

mit den Vierteln: De Hoogte, Korrewegwijk, Indische buurt, Professorenbuurt, Noorderplantsoenbuurt, Oosterparkwijk, Oranjebuurt, Schildersbuurt, Kostverloren, Woonschepenhaven
- Oost (der Norden, Nordosten und Osten des Stadtgebietes)

mit den Vierteln: Beijum, Drielanden, Engelbert, De Hunze, Van Starkenborgh, Lewenborg, Middelbert, Noorderhoogebrug, Oosterhoogebrug, Ruischerbrug, Meerstad, Noorddijk, Ulgersmaborg, Ruischerwaard, Woonschepenhaven
- Zuid (der Süden und Südosten des Stadtgebietes)

mit den Vierteln: Badstratenbuurt, Coendersborg, Corpus den Hoorn, Grunobuurt, Helpermaar, Helpman, Herewegbuurt, Hoornse Meer, Hoornse Park, Laanhuizen, Rivierenbuurt, Oosterpoortbuurt, De Linie, Europapark, Piccardthof, De Wijert, Zeeheldenbuurt, Klein Martijn, De Meeuwen, Villabuurt, Kop van Oost
- West (der Westen und Nordwesten des Stadtgebietes)

mit den Vierteln: De Buitenhof, Dorkwerd, Gravenburg, De Held, Hoogkerk, Leegkerk, Paddepoel, Reitdiep, Selwerd, Tuinwijk, Vinkhuizen

## Klimatabelle
|                       | Jan  | Feb  | Mär  | Apr  | Mai  | Jun  | Jul  | Aug  | Sep  | Okt  | Nov  | Dez  |   |       |
| Mittl. Tagesmax. (°C) | 4,4  | 5,0  | 8,6  | 12,2 | 17,0 | 19,4 | 21,4 | 21,9 | 18,2 | 13,5 | 8,4  | 5,5  | ⌀ | 13    |
| Mittl. Tagesmin. (°C) | −0,8 | −0,8 | 1,2  | 2,7  | 6,5  | 9,1  | 11,3 | 11,1 | 8,8  | 5,6  | 2,5  | 0,5  | ⌀ | 4,8   |
|                       |      |      |      |      |      |      |      |      |      |      |      |      |   |       |
| Niederschlag (mm)     | 69,0 | 44,9 | 61,3 | 44,1 | 57,5 | 72,6 | 73,0 | 56,6 | 71,8 | 69,8 | 78,1 | 75,0 | Σ | 773,7 |
|                       |      |      |      |      |      |      |      |      |      |      |      |      |   |       |
| Regentage (d)         | 18   | 14   | 16   | 14   | 14   | 15   | 15   | 14   | 16   | 16   | 19   | 19   | Σ | 190   |

| −0,8 |

| −0,8 |

| 1,2 |

| 2,7 |

| 6,5 |

| 9,1 |

| 11,3 |

| 11,1 |

| 8,8 |

| 5,6 |

| 2,5 |

| 0,5 |

| −0,8 |

| −0,8 |

| 1,2 |

| 2,7 |

| 6,5 |

| 9,1 |

| 11,3 |

| 11,1 |

| 8,8 |

| 5,6 |

| 2,5 |

| 0,5 |

## Geschichte
Die Stadt Groningen oder Cruoninga – wie sie im Mittelalter hieß – entstand aus einem losen Zusammenschluss von drei oder vier verstreut gelegenen Bauernhöfen. Die ersten Spuren können auf ca. 300 v. Chr. datiert werden. Seit dem 7. Jahrhundert n. Chr. war der Kernbereich der jetzigen Altstadt – heute „de Grote Markt“ (deutsch: der Große Markt) – dauerhaft besiedelt. Dies ergaben Ausgrabungen des Archäologen Albert Egges van Giffen und des Rijksdienst voor het Oudheidkundig Bodemonderzoek (Reichsamt für archäologische Bodenuntersuchungen).

### Mittelalter
Groningen wurde erstmals im Jahre 1040 urkundlich erwähnt, als die „villa Gruoninga“ durch eine Schenkung von Heinrich III. auf den Bischof von Utrecht überging. In dieser Urkunde verlieh der König der jungen Stadt auch das Münzregal und das Zollregal.
Die Ortslage erwies sich als außerordentlich günstig für einen Umschlagplatz des Handels: Die Nordsee war über die Drentsche Aa erreichbar. Der Hondsrug, der „stert van Drentland“ (Sterz von Drente), schuf die Verbindung nach Süden. Viele Kaufleute, die mit England und den Ostseeländern handelten, ließen sich hier nieder. Ab 1260 wurde die Stadtmauer gebaut. Um die Schifffahrt von Groningen zur Nordsee zu erleichtern, wurde von der Drentschen Aa in Richtung Norden das Reitdiep gegraben, ein Kanal, der bei Wierumerschouw mit der Hunze (in ihrem damaligen Verlauf) verbunden und 1385 fertiggestellt wurde. Nach vergeblichen früheren Anläufen wurde Groningen 1422 schließlich in die Hanse aufgenommen. Bis zum 17. Jahrhundert – dem „Goldenen Zeitalter“ der Niederlande – hatte Groningen sich zu einem blühenden Handelszentrum entwickelt, nicht zuletzt aufgrund des dort existierenden Gerichts, das auch für die umliegenden Gebiete zuständig war.

### Frühe Neuzeit
Im „friesischen Aufstand“, dem Machtkampf zwischen dem Erbstatthalter von Friesland, Albrecht dem Beherzten, dem Herzog von Sachsen, und seinem Sohn Heinrich dem Frommen einerseits und den friesischen Häuptlingen andererseits, stellte sich Groningen auf die Seite der Friesen. Daraufhin belagerte Herzog Albrecht die Stadt. Als im sächsischen Heer eine Seuche ausbrach, der auch der Herzog erlag, mussten die Sachsen die Belagerung zunächst aufheben. Doch 1506, als Herzog Albrechts Sohn, Herzog Georg der Bärtige, in Friesland einrückte, musste Groningen kapitulieren.
Nur wenige Jahre später unternahm die Stadt Groningen einen weiteren Versuch, sich der kaiserlichen, durch den Erbstatthalter ausgeübten Macht zu entziehen. In der Sächsischen Fehde ergriff Groningen die Partei des ostfriesischen Grafen Edzard I. Daraufhin verhängte Kaiser Maximilian im April 1514 die Reichsacht über Groningen. Als sich Graf Edzard dem Kaiser unterwarf, musste sich auch Groningen dem Kaiser und dem sächsischen Herzog Georg dem Bärtigen unterwerfen.
In der Absicht, das weitere Vordringen der Reformation aufzuhalten, wurde 1559 das Bistum Groningen errichtet. Ab 1580 befand sich Groningen, nachdem die Stadt sich dem kaiserlichen Feldherrn Alessandro Farnese, dem Herzog von Parma, unterworfen hatte, unter spanischer Herrschaft. Im Jahre 1594 eroberte Moritz von Oranien, der Kapitän-General der Vereinigten Niederlande, Groningen. Groningen wurde zusammen mit den umliegenden Gebieten, den Ommelanden, ein Teil der Republik der Vereinigten Niederlande und damit auch protestantisch. (Siehe Reductie van Groningen)
Im Holländischen Krieg versuchte der Fürstbischof von Münster, Christoph Bernhard von Galen, 1672 die Stadt durch Belagerung und Kanonenbeschuss einzunehmen. Sein Faible für die Artillerie brachte ihm den Spitznamen „Bommen Berend“ („Bombenbernd“) ein. Am 28. August 1672 gelang es den Bürgern von Groningen, seinen Angriff abzuwehren. An dieses Ereignis erinnert in Groningen bis heute ein lokaler Feiertag mit vielen Aktivitäten, der sogenannte Gronings Ontzet (Entsatz von Groningen).
Im 17. und 18. Jahrhundert war – dank des Meereszugangs über das Reitdiep und die Drentsche Aa – der Schiffsbau ein bedeutender Wirtschaftszweig; zahlreiche Werften entstanden. Im 18. und 19. Jahrhundert wurde ein Gutteil des niederländischen Ostseehandels über Groningen abgewickelt. Dank des Meereszugangs entstand in Groningen zudem ein bedeutender Fischmarkt. Dieser wurde im 17. Jahrhundert zunächst am Zuiderdiep abgehalten, der Gracht im Süden der Altstadt (heute, nach der Verfüllung, die Straße „Gedempte Zuiderdiep“), dann an den Spilsluizen, der Gracht im Norden der Altstadt, und seither auf dem Platz in der Stadtmitte, dem der Fischmarkt den Namen gab. Die Stadt Groningen richtete dort „Fischbänke“ genannte Marktstände ein, die an die Fischhändler verpachtet wurden.

### 19. Jahrhundert
Ab 1810 war Groningen – wie die gesamten Niederlande – von Frankreich besetzt. Im Zuge der Befreiungskriege vertrieben russische Truppen der Nordarmee am 15. November 1813 die Franzosen aus Groningen; die Stadt war wieder frei.
Die Industrialisierung begann in Groningen mit dem Bau der ersten Fabrik im Jahre 1840, einer Flachsspinnerei in der Vlasstraat, deren Spinnmaschinen mit einer 20-PS-Dampfmaschine betrieben wurden. Unter den 130 dort beschäftigten Arbeitern waren 87 Kinder.
1866 erhielt Groningen Anschluss an das Eisenbahnnetz, als letzte der größeren niederländischen Städte. Nicht weniger wichtig war die Fertigstellung des Eemskanaals 1876 als neuer und besserer Schifffahrtsweg zur Nordsee. 1880 wurde die erste Pferdestraßenbahn eröffnet. Die Stadtmauer, die bis 1874 weitgehend erhalten war, wurde in den Folgejahren niedergelegt. Danach, seit 1885, dehnte sich das Stadtgebiet weit über den Grachtenring hinaus. So entstanden u. a. die Arbeiterviertel Oosterpoortbuurt und Noorderplantsoenbuurt und das Villenviertel am Zuiderpaark.

### 20. Jahrhundert
1914 wurde das Dorf Helpman südlich der Stadt eingemeindet. Obgleich sich die Niederlande nicht am Ersten Weltkrieg beteiligten, wurden ab 1916 die Lebensmittel rationiert und  Brotmarken eingeführt (bis 1920). 1917 richtete die Stadtverwaltung eine Zentralküche ein, um bei den Herden Gas und Kohle einzusparen, Lebensmittel in großen Mengen günstig einzukaufen und so Bedürftigen eine preiswerte warme Mahlzeit anzubieten. Die Centrale Keuken blieb bis zum April 1919 in Betrieb.
Mit der Einführung des Frauenwahlrechts 1919 wurden im selben Jahr erstmals drei Frauen in den Stadtrat gewählt. 1914 waren entlang des Bedumerweg die ersten Sozialwohnungen entstanden. Die Wohnungszählung 1919 ergab, dass damals 45 % der Familien in Ein- oder Zweizimmerwohnungen lebten. Nicht zuletzt unter dem Eindruck der Ergebnisse der Wohnungszählung wurde die erste Hälfte der 1920er Jahre zu einer Hochzeit des Sozialwohnungsbaus. Nordwestlich der Altstadt, um die Oranjestraat, entstand der Stadtteil Oranjewijk. 1927 wurde der Stadtpark angelegt.
Im Zweiten Weltkrieg wurde Groningen im Mai 1940 ohne Widerstand von deutschen Truppen besetzt (→Die Niederlande unter deutscher Besatzung (1940–1945)). 3300 Einwohner kamen im Krieg unmittelbar zu Tode, darunter 2800 jüdische Bürger Groningens.
Bis zur Schoa bestand in Groningen eine jüdische Gemeinschaft. So war beispielsweise Attila Groningen der älteste jüdische Turn- und Sportverein in Europa, sechs Monate älter als Bar Kochba Berlin. Er war national orientiert und lehnte die Emigration nach Palästina sowie die Zusammenarbeit mit den zionistischen Makkabi-Vereinen ab. 1940 lebten 3000 Juden in Groningen, darunter 250 jüdische Flüchtlinge aus Deutschland. Im Februar 1941 hatten die nationalsozialistischen Behörden 2724 Groninger wurden als „Volljuden“ registriert. Vermutlich 2550 von ihnen wurden deportiert, die ersten 600 Groninger Juden bereits im August 1942. Die Deportationen in die Arbeits- und Vernichtungslager endeten im April 1943. Nur wenigen Groninger Juden gelang es, unterzutauchen und zu überleben.
Am Ende des Zweiten Weltkriegs erlitt die Stadt erhebliche Schäden. Als die 2nd Canadian Infantry Division (Kommandeur: Albert Bruce Matthews) im April 1945 Groningen erreichte, stieß sie auf heftigen Widerstand der deutschen Besatzungstruppen, von Teilen des „Landstorm Nederland“ der Waffen-SS und von belgischen SS-Einheiten (Kommandeur: Karl Böttcher). Vom 13. bis zum 16. April kämpften 14.000 Kanadier gegen bis zu 7.500 Verteidiger; in der Innenstadt gab es Straßenkämpfe. Schließlich kapitulierten die Verteidiger.
An die Toten des Zweiten Weltkrieges erinnert das von Oswald Wenckebach (1895–1962) geschaffene und 1959 enthüllte Denkmal Sint-Joris en de draak (Der hl. Georg und der Drache) auf dem Martinikerkhof, dem einstigen Friedhof an der Martinikerk.

### 21. Jahrhundert
Am 12. August 2012 richtete ein Erdbeben der Stärke 3,6 in der Provinz Groningen große Schäden an; es war das stärkste je in den Niederlanden gemessene. Zuvor und danach gab es in der Region weitere schwache Erdbeben; diese beschädigten zahlreiche Häuser und andere Bauten. Ursache der Beben ist offenbar die Förderung des unter dem Gebiet liegenden Erdgases.

## Sehenswürdigkeiten

### Gotteshäuser
- Die Martinikerk (Martinikirche) am „Grote Markt“, älteste und größte Kirche der Stadt, mit dem Martinitoren (Martiniturm) an der Westseite wurde zwischen 1469 und 1482 aus Bentheimer Sandstein errichtet. Von 1548 bis 1577 war der Turm 127 Meter hoch, bis die hölzerne Spitze anlässlich eines Freudenfeuers abbrannte, das nach dem Abzug der verhassten wallonischen Truppen infolge der Genter Pazifikation 1576 entzündet worden war. Die Orgel von Arp Schnitger wurde 1692 installiert.
- Die im 15. Jahrhundert erbaute Aa-Kirche mit Arp-Schnitger-Orgel von 1702.
- Pelstergasthuiskerk, geweiht 1267

Die folgenden vier Gotteshäuser wurden im Stil der Backsteingotik erbaut:
- Die Nieuwe Kerk wurde ab 1660 in der ab 1625 angelegten Stadterweiterung Hortusbuurt inmitten des parkartigen Nieuwe Kerkhof errichtet.
- Die neugotische Sint-Jozefkathedraal ist die katholische Hauptkirche der Stadt und die Bischofskirche des Bistums Groningen.
- Synagoge: In der 1906 erbauten Synagoge in der Folkingestraat werden seit 1981 wieder jüdische Gottesdienste gefeiert.

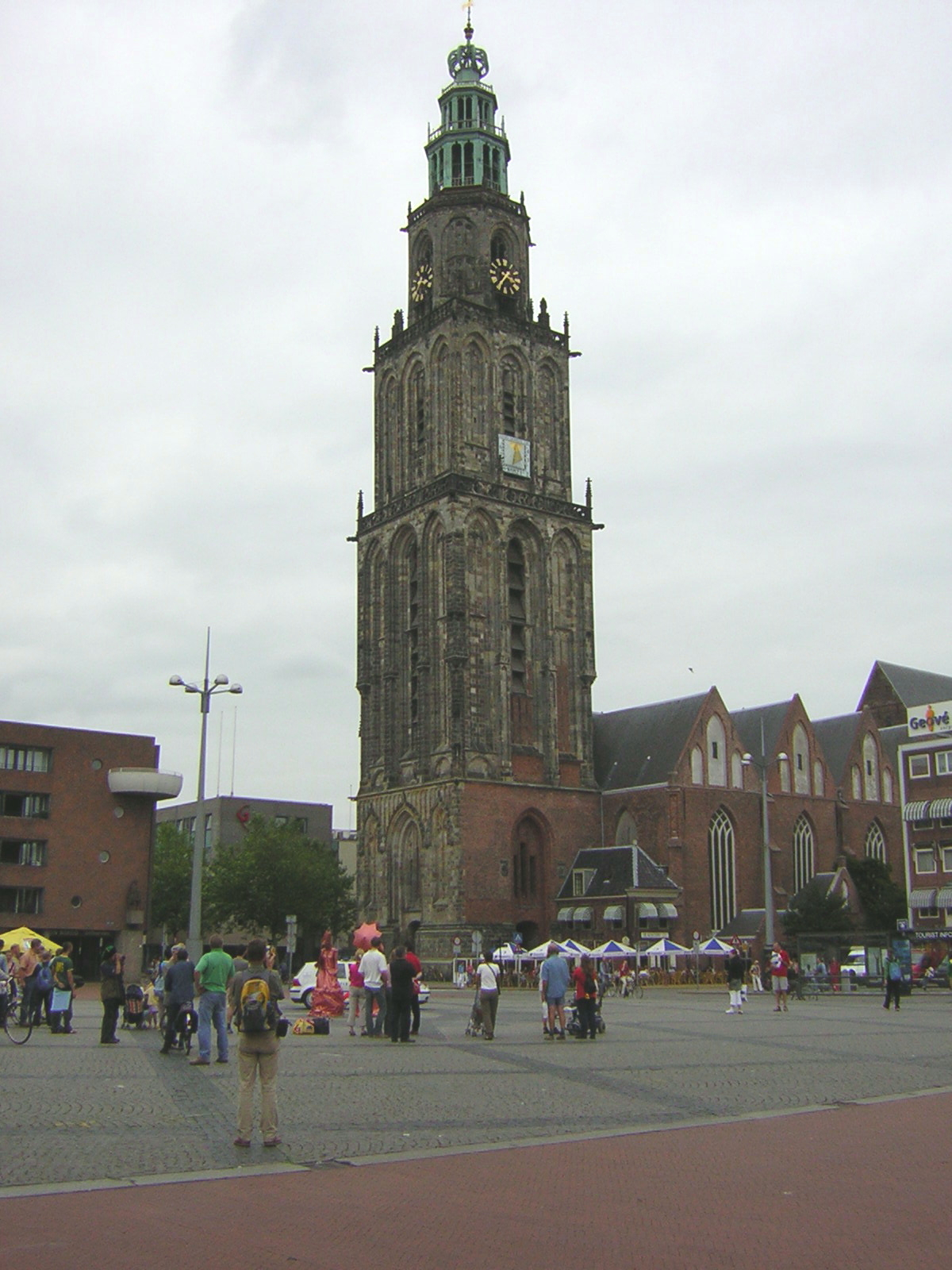
Martinikerk (Martinikirche) am Grote Markt
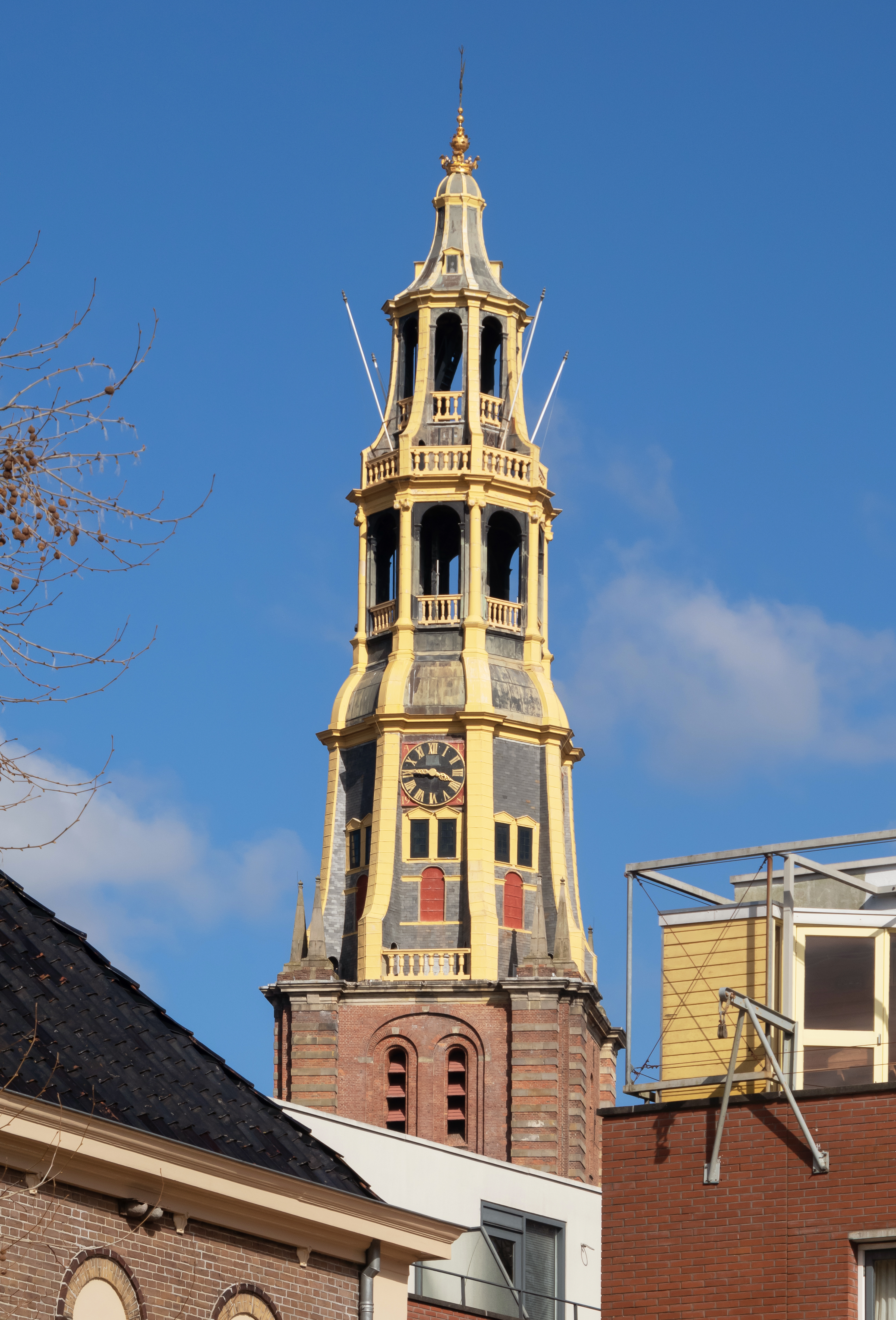
Kirchturm (der Aa-kerk)
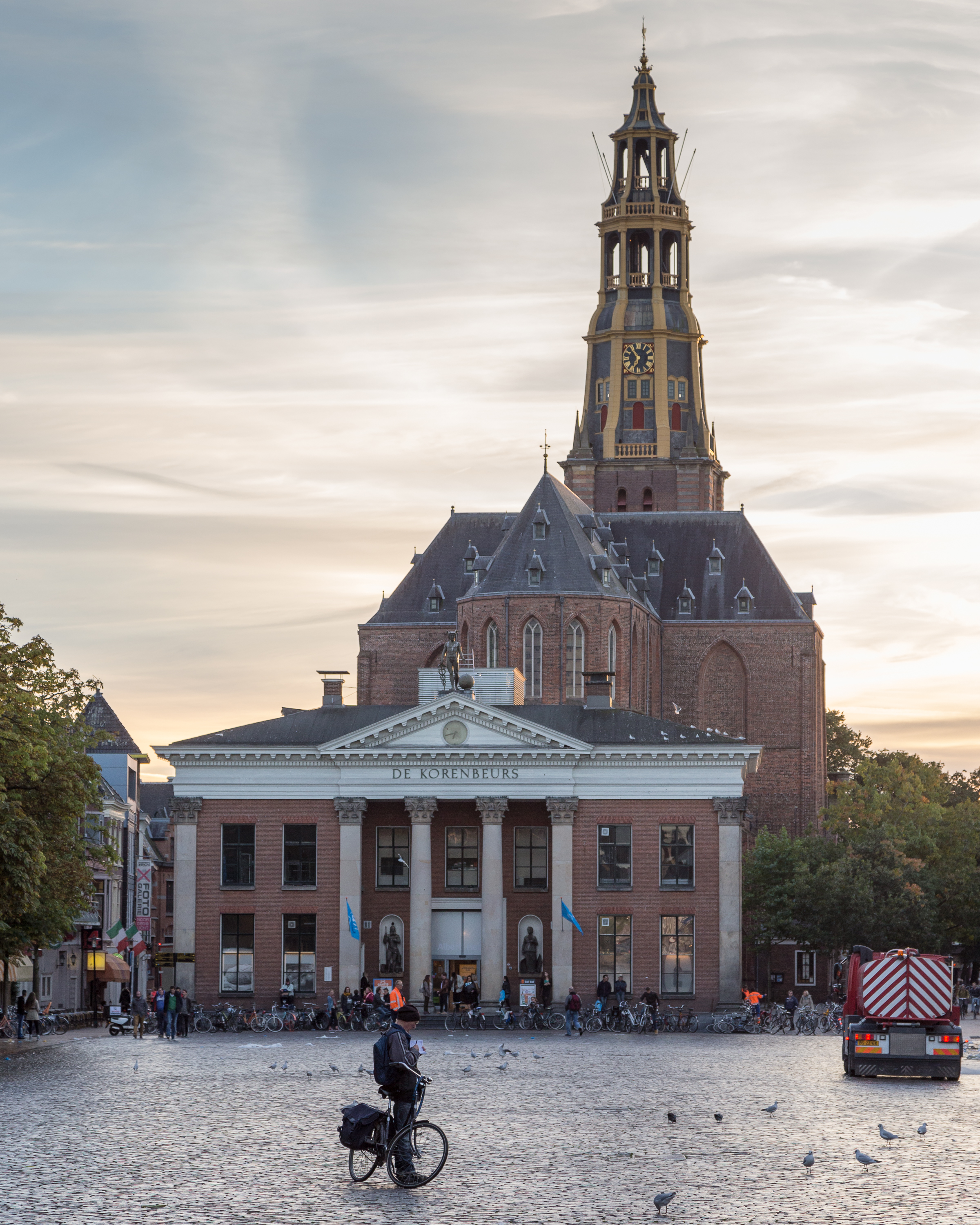
Korenbeurs (Kornbörse) und Aa-Kirche am Fischmarkt
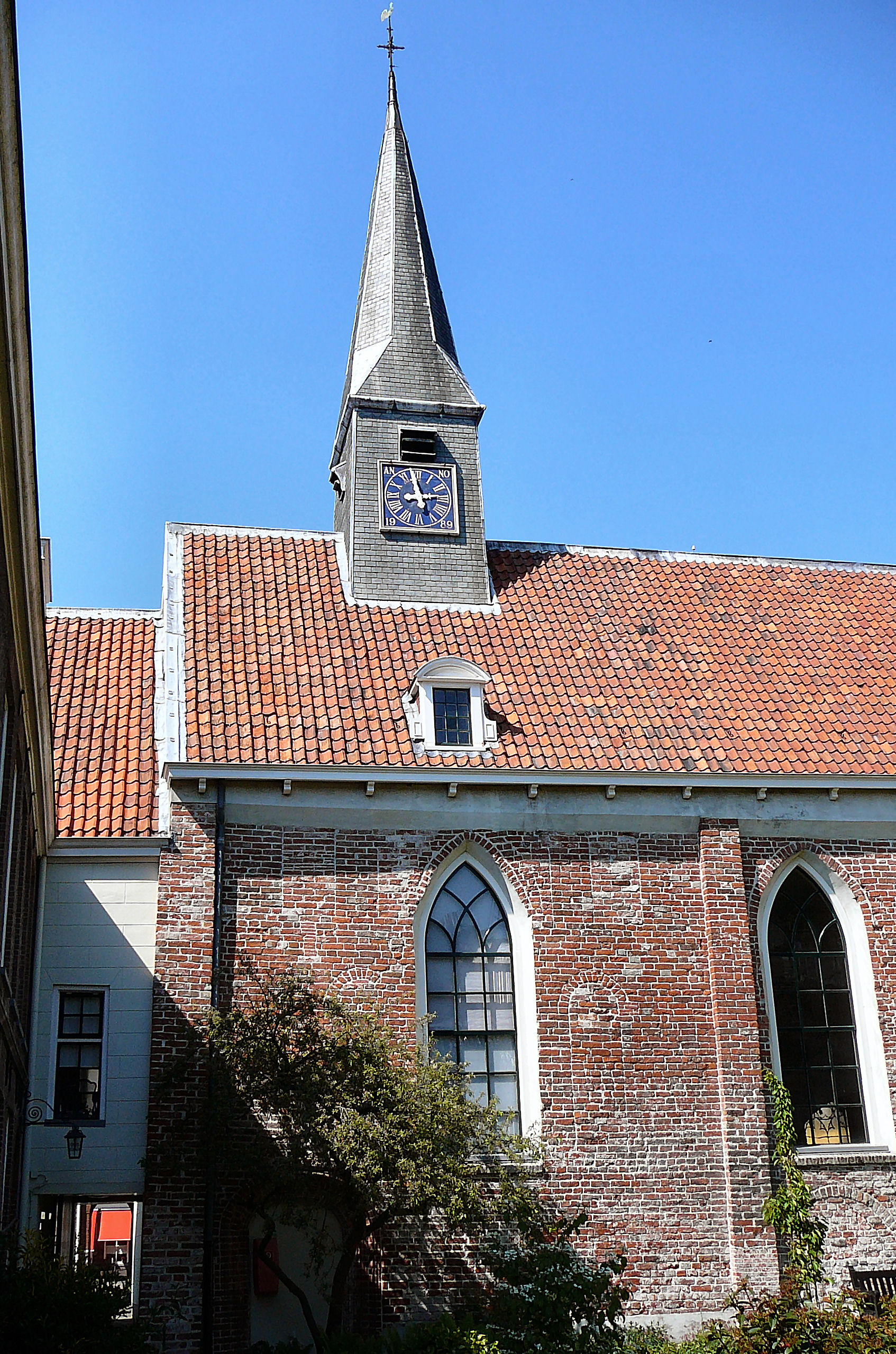
Pelstergasthuiskerk
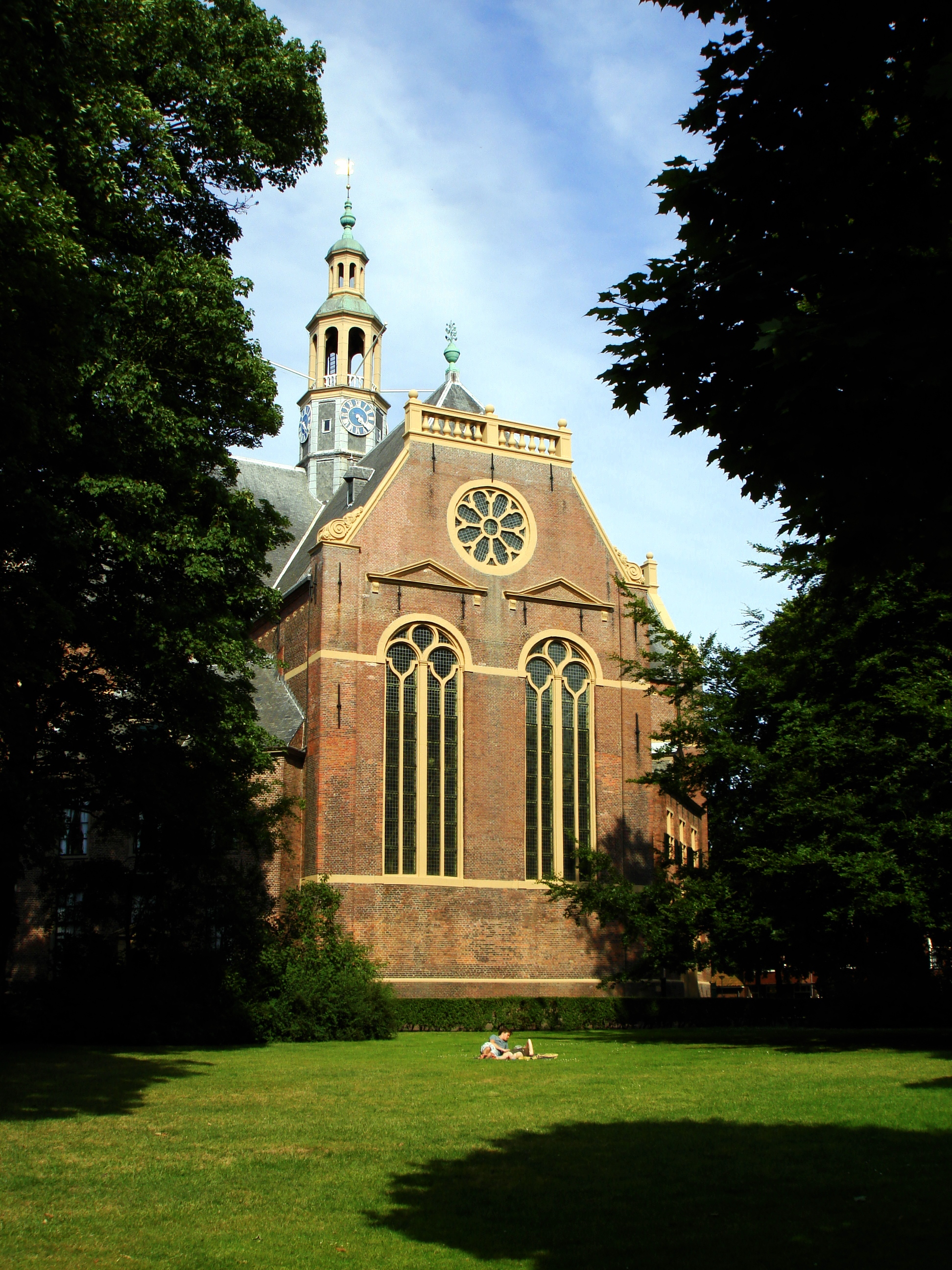
Nieuwe Kerk
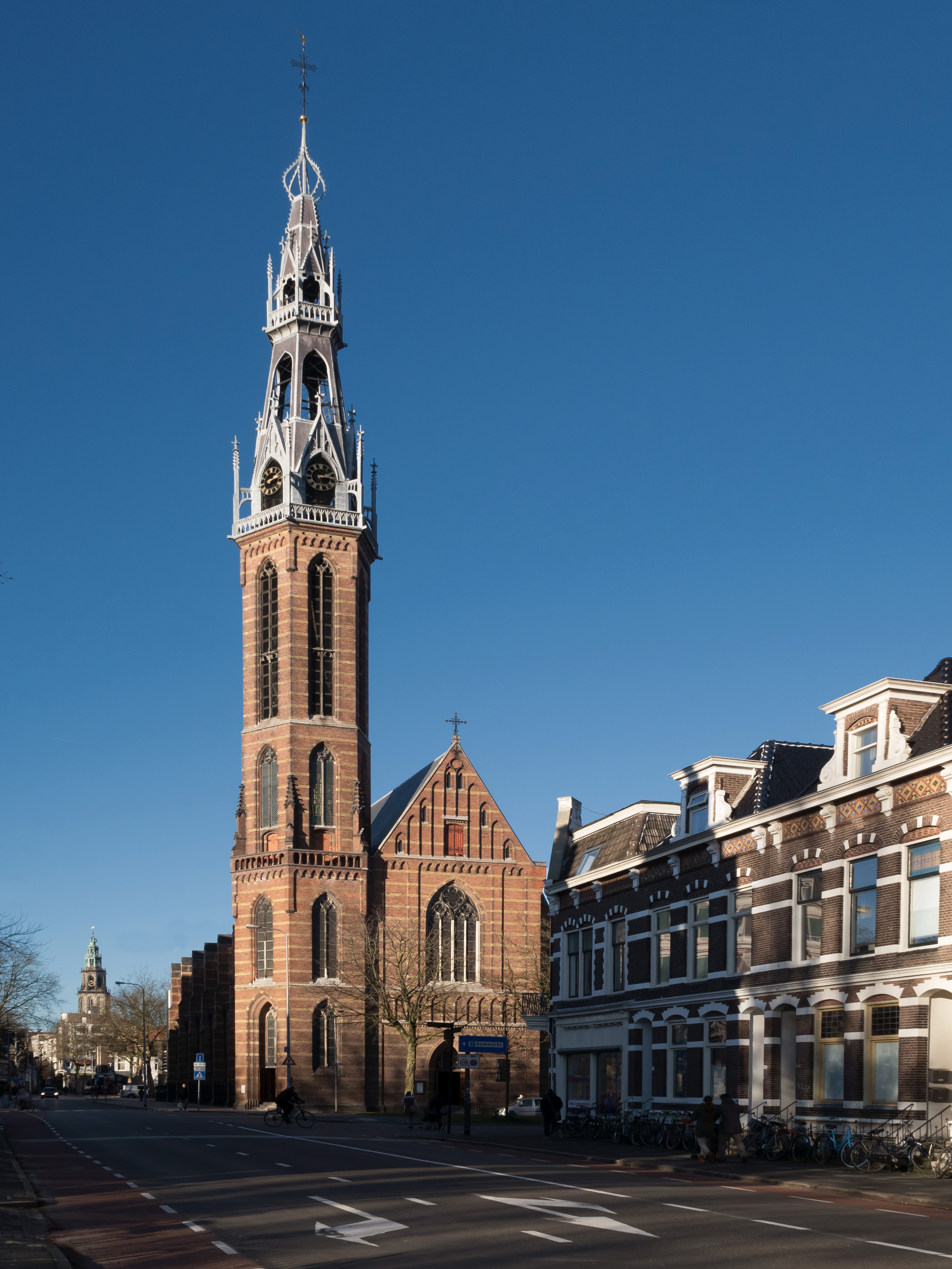
Neugotische katholische Sint-Jozefkathedraal
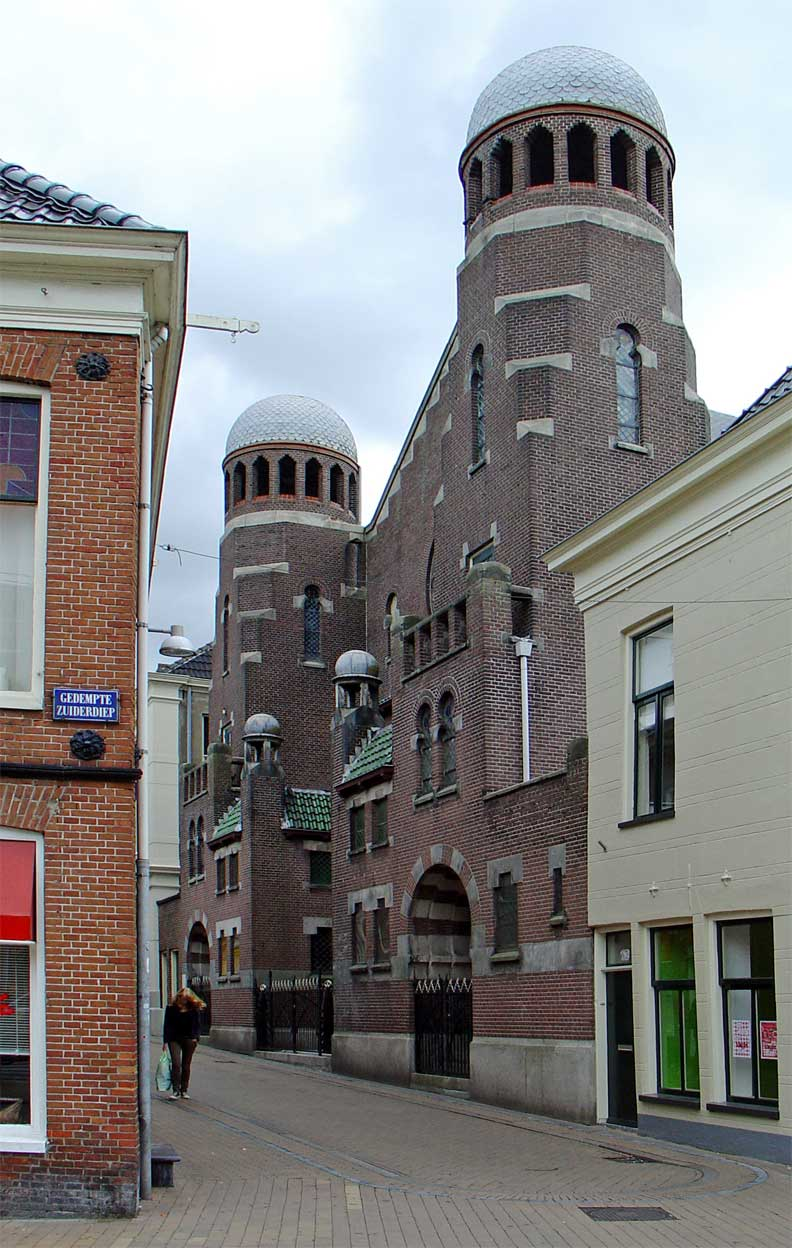
Synagoge in der Folkingestraat

### Weltliche Bauwerke

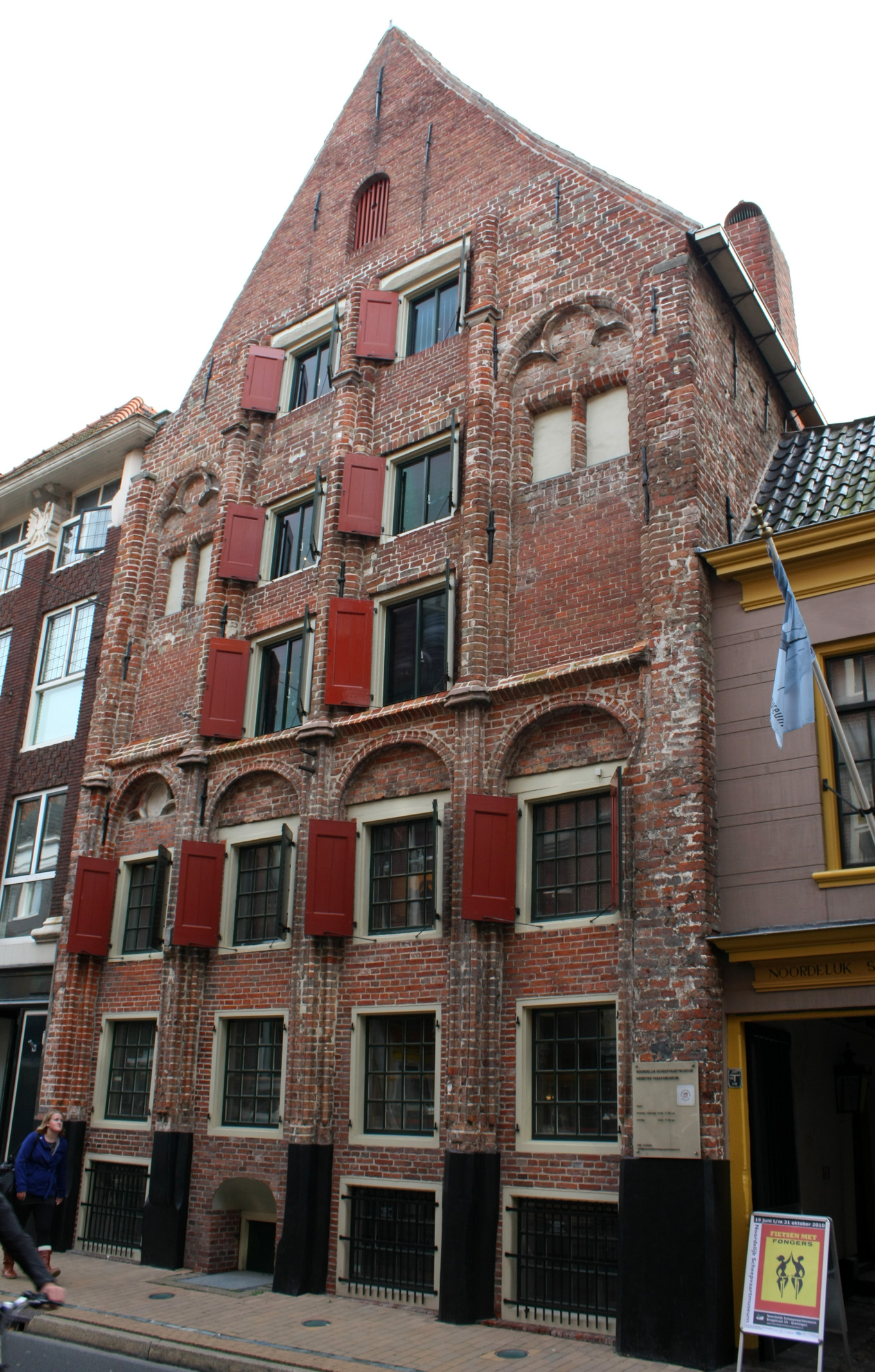
Brugstraat 24, Giebelhaus der Backsteingotik

- Das Haus Brugstraat 24 wurde im 15. Jahrhundert errichtet und ist das am besten erhaltene backsteingotische Bürgerhaus der Stadt.
- Provinzhaus, Sitz der Provinzregierung. Der älteste Flügel steht am Martinikerkof und wurde um 1550 als Lateinschule errichtet.
- Mit dem Bau des Stadhuis (Rathauses) wurde 1792 begonnen, nachdem das mittelalterliche Rat- und Weinhaus 1775 abgebrochen worden war. Aber erst 1810 wurde es vollendet. 1872 wurde der bis dahin U-förmige Grundriss zu einem Rechteck geschlossen, wegen des angestiegenen Platzbedarfs. Das Gebäude ist ein Rijksmonument.[47]
- Die Korenbeurs (ehemalige Kornbörse) an der Stirnseite des Vismarkt (Fischmarktes) ist ein (spät- oder auch neo-)klassizistischer Bau aus den Jahren 1862–1865.
- Das Huize Tavenier (Ubbo Emmiussingel 110), ein Rijksmonument, wurde 1905 nach Plänen des Groninger Architekten Antonius Theodorus van Elmpt (1866–1953) im Jugendstil gebaut.[48]
- Die Reichsuniversität Groningen hat zwei markante Gebäude in der Innenstadt:
  - Das Akademiegebouw entstand, nachdem das vorherige Universitätsgebäude 1906 während Renovierungsarbeiten Feuer fing und abbrannte. Es wurde 1909 vom Reichsbaumeister Johannes Antonius Willibrordus Vrijman entworfen. Sieben Fenster im Treppenhaus schuf Otto Linnemann aus Frankfurt 1909/1914, das mittlere mit der Darstellung der Universitätsgründung, die seitlichen mit den allegorischen Darstellungen der Fakultäten. Unterlagen hierzu befinden sich im Linnemann-Archiv. Das Gebäude ist ein Rijksmonument.
  - Die Universitätsbibliothek Groningen liegt gegenüber dem Akademiegebäude.
- Groninger Museum: Das 1994 eingeweihte Gebäude wurde zwischen Altstadt und Hauptbahnhof in das Wasser des Zuiderhavens gebaut und ist ein spektakuläres Werk der Moderne. Entworfen wurde es von dem Designer Alessandro Mendini in Zusammenarbeit mit den Architekten Michele De Lucchi, Philippe Starck und Coop Himmelb(l)au. Gezeigt werden neben wechselnden Ausstellungen auch Exponate der Vor- und Frühgeschichte der Provinz Groningen, die sehenswerte Sammlung chinesischen Porzellans und Werke der Groninger Künstlervereinigung De Ploeg.
- Forum Groningen: Das 2019 fertiggestellte Gebäude, dessen äußere Form an ein Polyeder erinnert, befindet sich mitten in der Altstadt auf einem ebenfalls neu geschaffenen Platz, dem Nieuwe Markt. Es ist als öffentlich zugänglicher kultureller Treffpunkt konzipiert, ähnlich dem Centre Georges-Pompidou in Paris.[49] Von seiner Dachterrasse aus lässt sich die ganze Stadt überblicken.

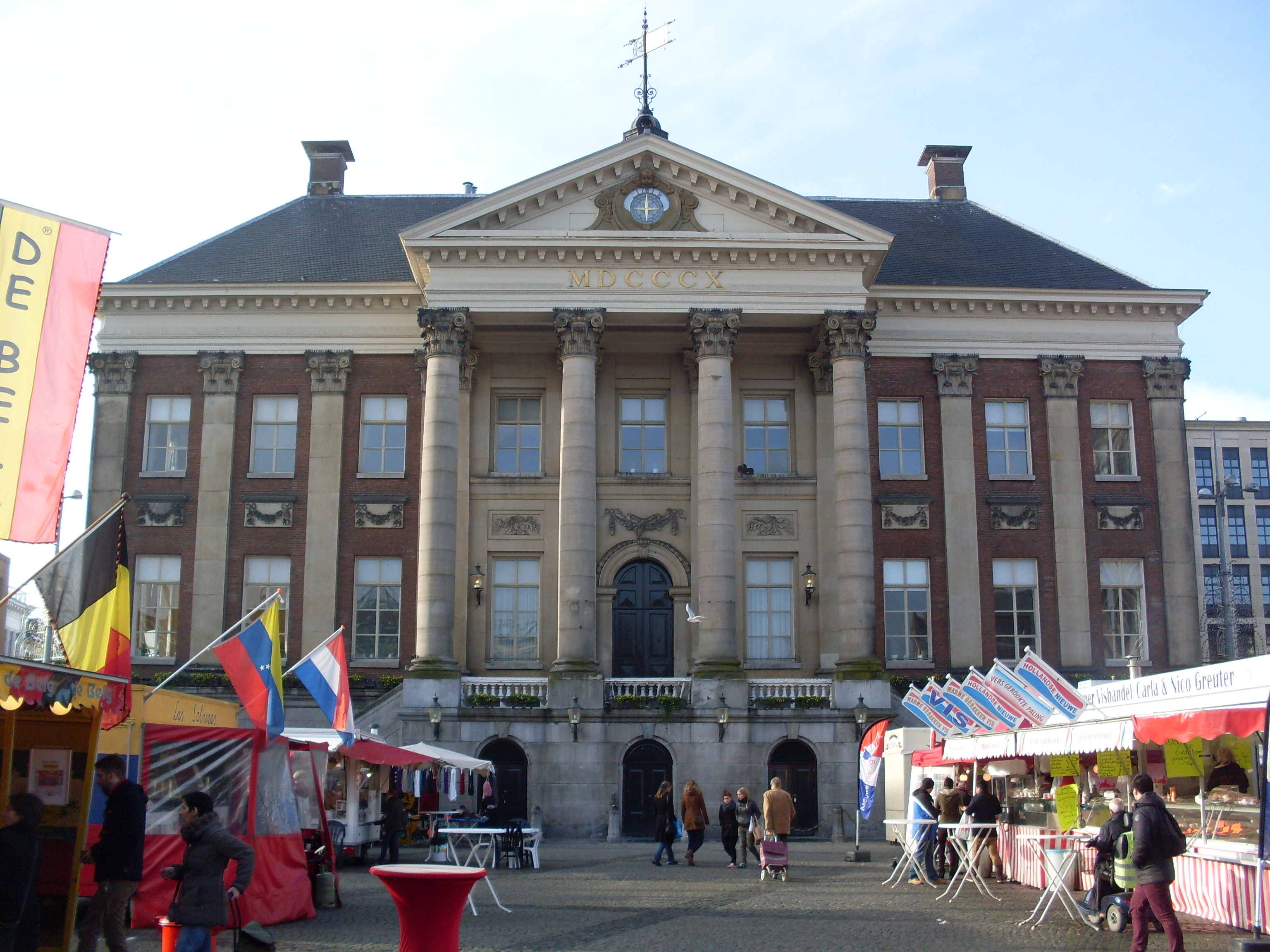
Stadhuis Groningen
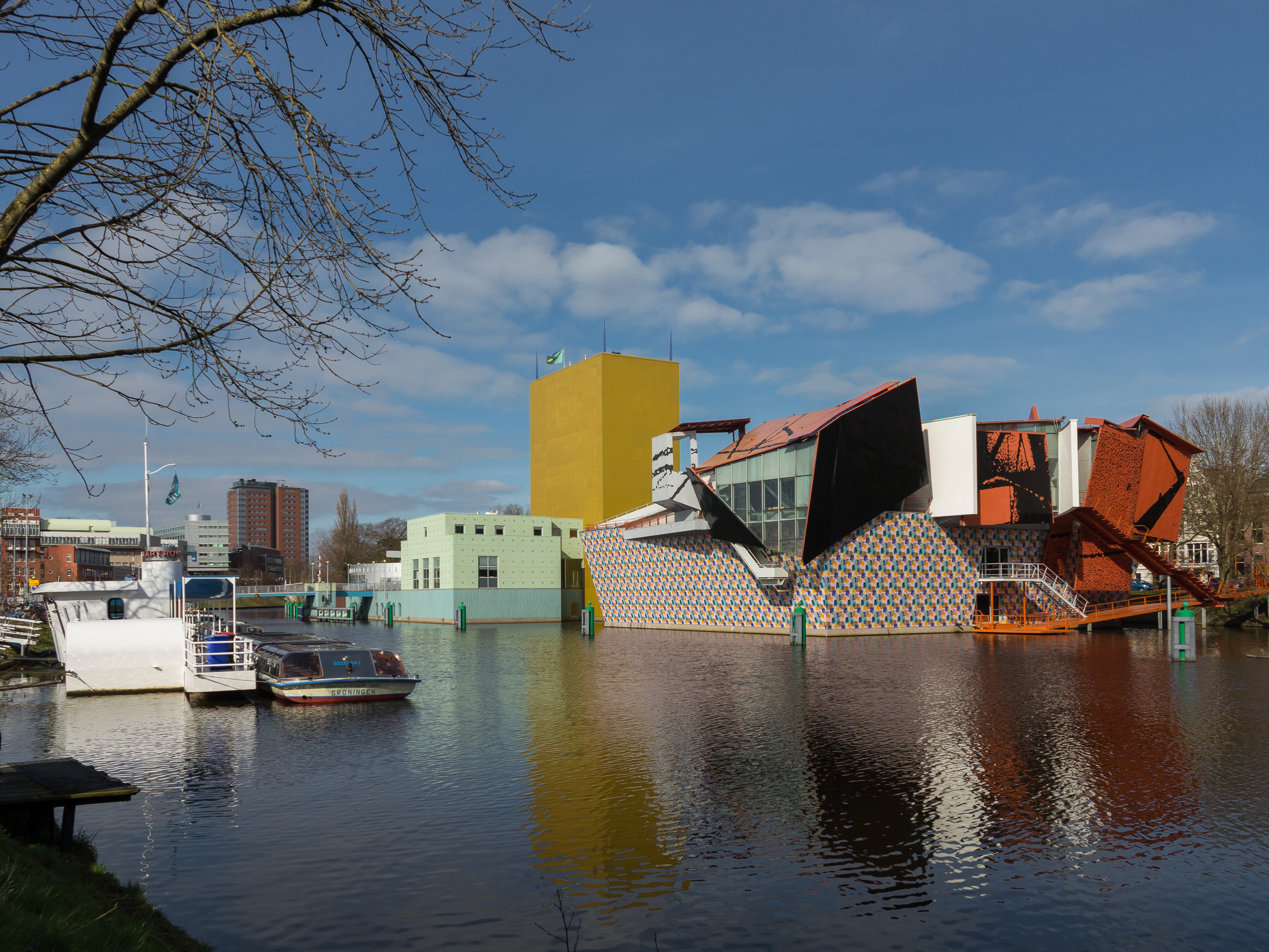
Groninger Museum
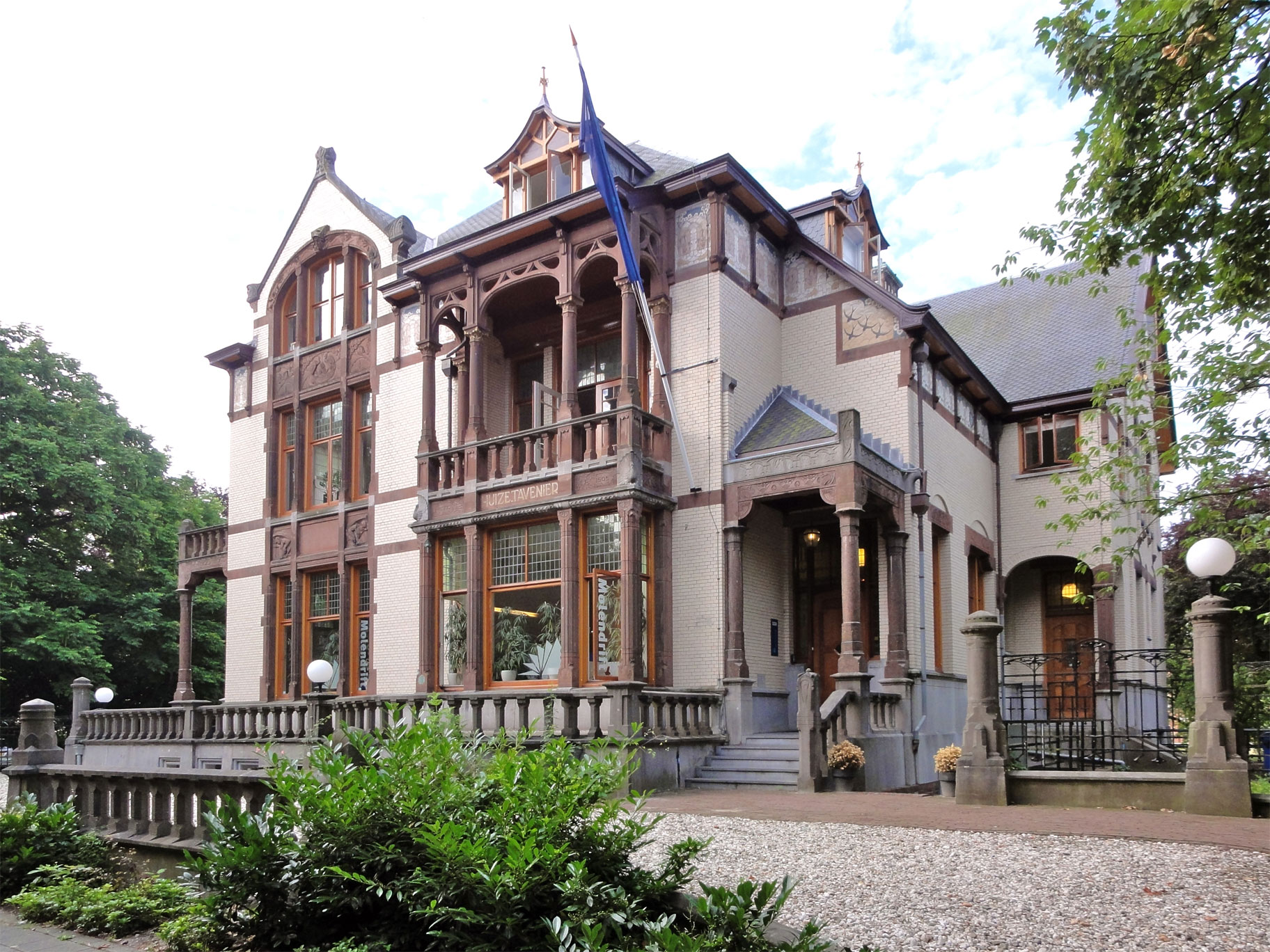
Huize Tavenier
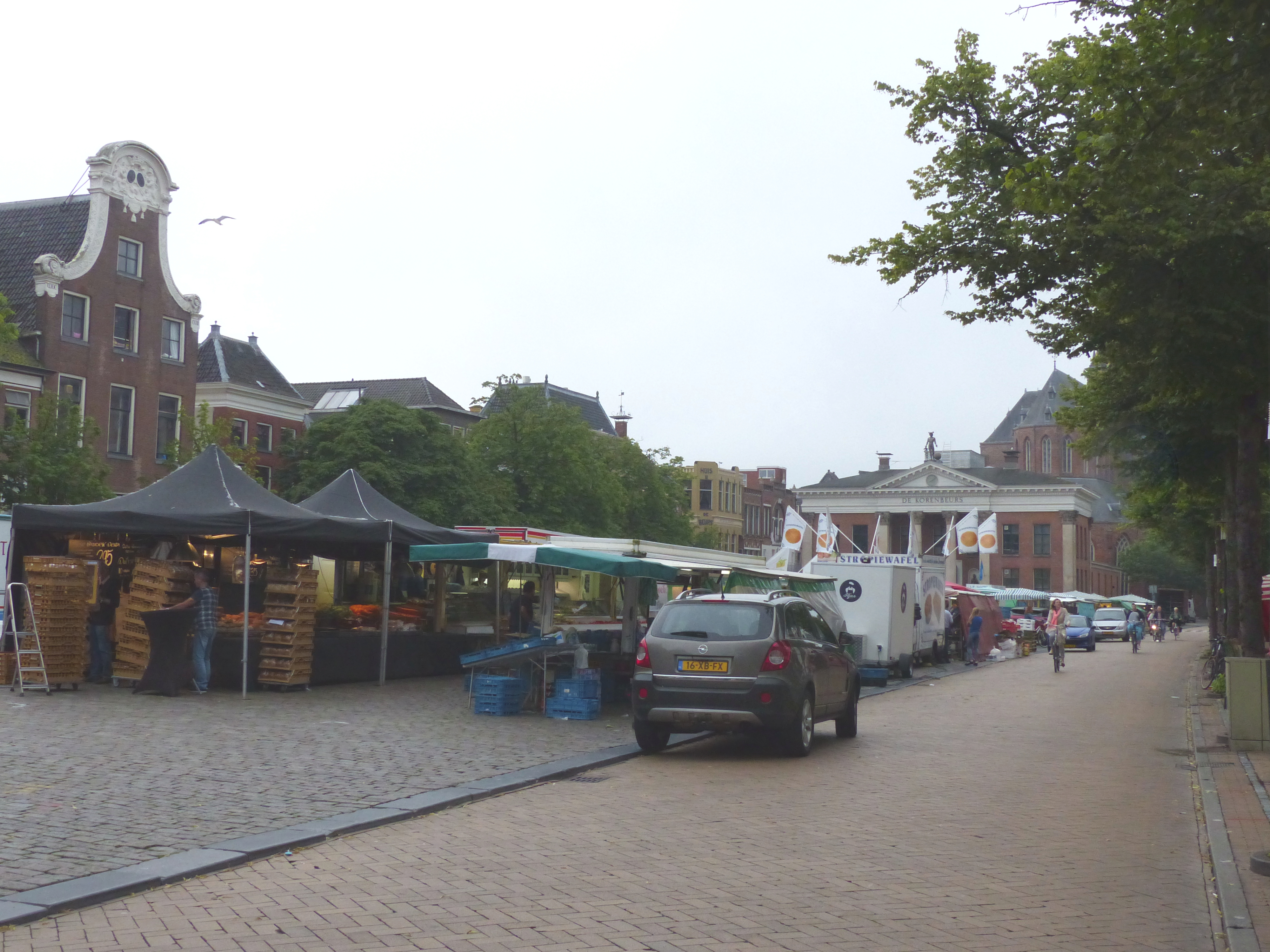
Vismarkt (Fischmarkt)
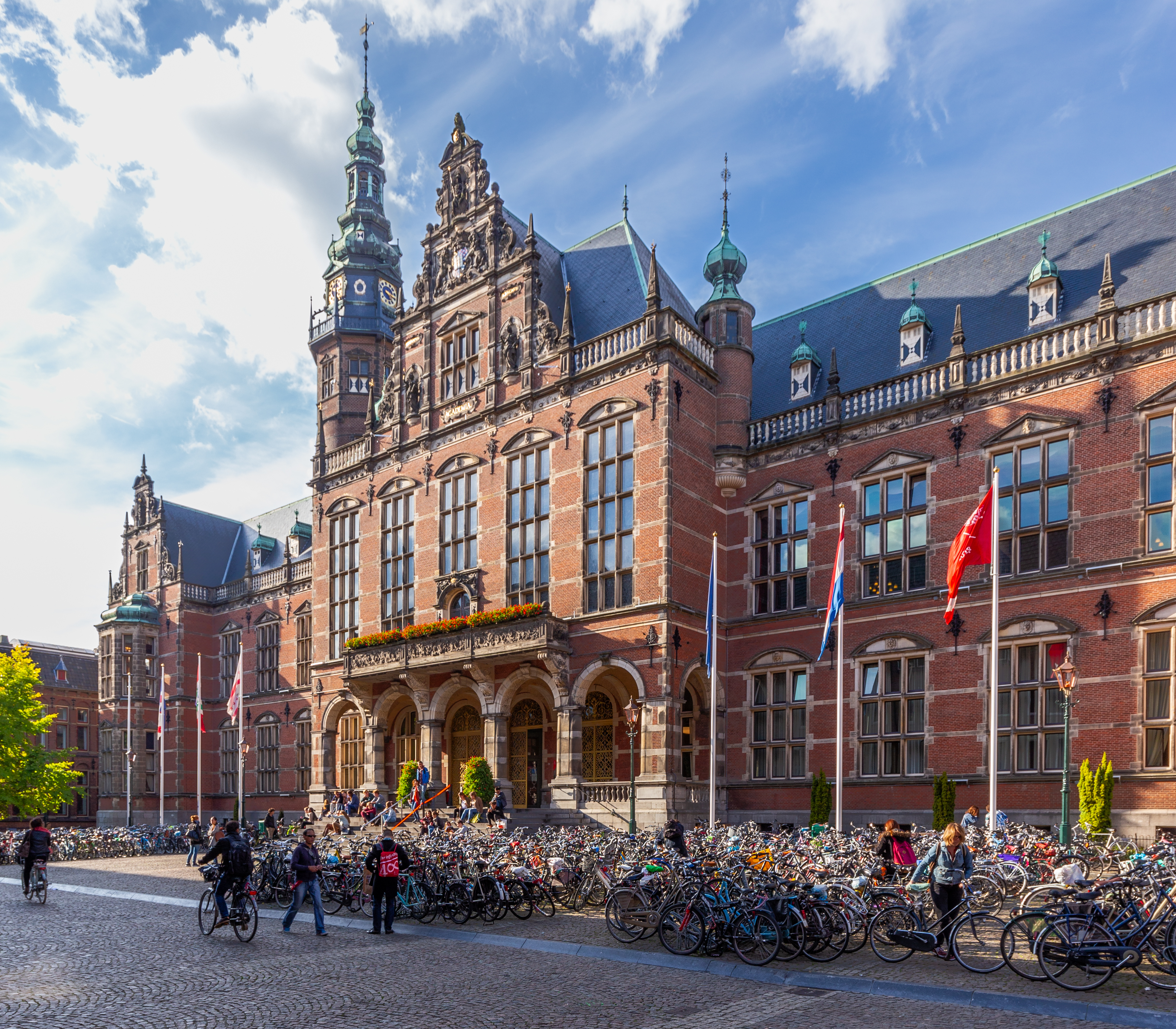
Rijksuniversiteit, Academiegebouw
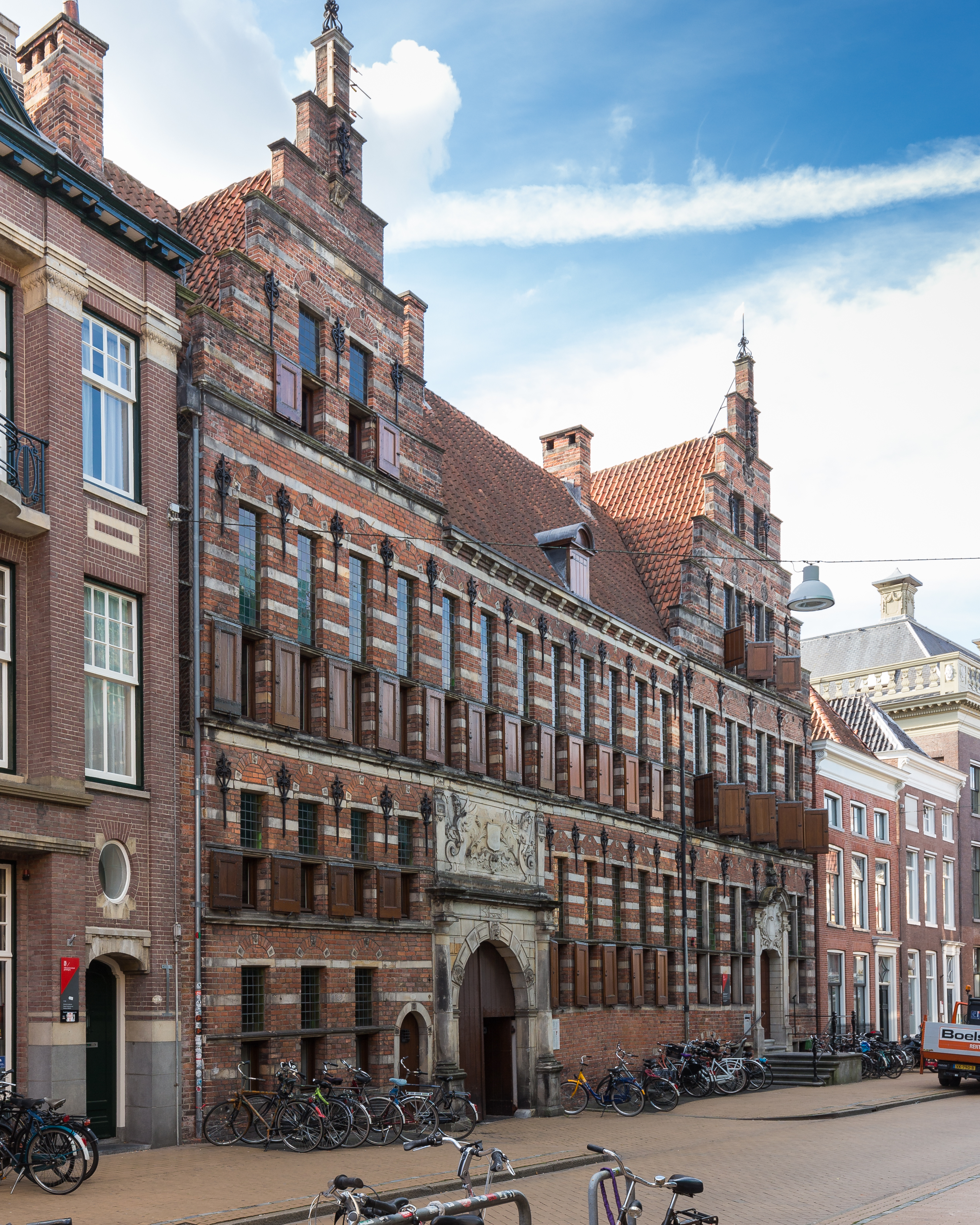
Altes Gericht
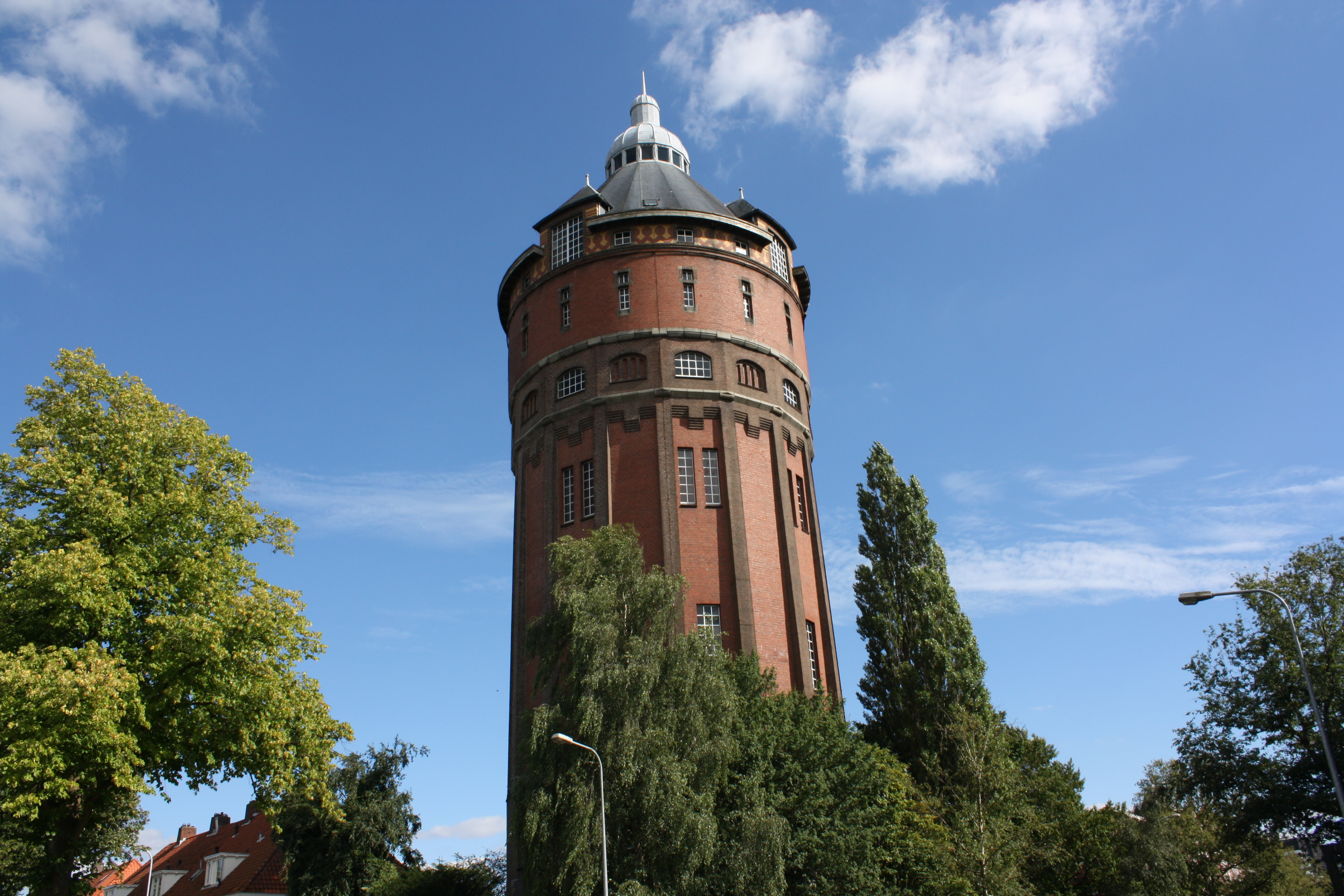
Wasserturm (Rijksmonument)

## Politik
Die letzte Kommunalwahl fand in Groningen am 16. März 2022 statt.

### Sitzverteilung im Gemeinderat
Der Gemeinderat hat 45 Sitze und wird für vier Jahre gewählt. Seit 1982 wird er folgendermaßen gebildet:
| Partei                              | Sitze a | Sitze a | Sitze a | Sitze a | Sitze a | Sitze a | Sitze a | Sitze a | Sitze a | Sitze a | Sitze a |
| Partei                              | 1982    | 1986    | 1990    | 1994    | 1998    | 2002    | 2006    | 2010    | 2014    | 2018    | 2022    |
| ----------------------------------- | ------- | ------- | ------- | ------- | ------- | ------- | ------- | ------- | ------- | ------- | ------- |
| GroenLinks                          | –       | –       | 7       | 6       | 5       | 6       | 5       | 5       | 4       | 11      | 9       |
| PvdA                                | 15      | 18      | 11      | 10      | 13      | 9       | 12      | 9       | 6       | 6       | 6       |
| D66                                 | 2       | 2       | 6       | 7       | 4       | 2       | 2       | 4       | 9       | 5       | 5       |
| PvdD                                | –       | –       | –       | –       | –       | –       | –       | 1       | 1       | 3       | 4       |
| Stadspartij 100% voor Groningen b   | –       | –       | –       | –       | –       | –       | –       | –       | –       | –       | 4       |
| SP                                  | 0       | 1       | 2       | 3       | 4       | 5       | 7       | 4       | 6       | 5       | 4       |
| VVD                                 | 7       | 6       | 4       | 6       | 6       | 6       | 5       | 6       | 3       | 4       | 3       |
| Student en Stad                     | –       | –       | –       | 1       | 1       | 2       | 1       | 1       | 2       | 1       | 3       |
| ChristenUnie                        | –       | –       | –       | –       | –       | 2       | 2       | 2       | 2       | 3       | 2       |
| CDA                                 | 7       | 6       | 6       | 4       | 4       | 5       | 3       | 2       | 3       | 2       | 2       |
| PvhN                                | –       | –       | –       | –       | –       | –       | –       | –       | –       | –       | 2       |
| PVV                                 | –       | –       | –       | –       | –       | –       | –       | –       | –       | 1       | 1       |
| 100% Groningen                      | –       | –       | –       | –       | –       | –       | –       | –       | –       | 2       | –       |
| Stadspartij voor Stad en Ommeland c | –       | –       | –       | –       | –       | –       | –       | –       | –       | 2       | –       |
| Stadspartij Groningen               | –       | –       | –       | –       | –       | 2       | 2       | 5       | 3       | –       | –       |
| GPV                                 | 2       | 2       | 2       | 2       | 2       | –       | –       | –       | –       | –       | –       |
| CPN                                 | 2       | 1       | 1       | –       | –       | –       | –       | –       | –       | –       | –       |
| PSP                                 | 2       | 2       | –       | –       | –       | –       | –       | –       | –       | –       | –       |
| PPR/Evangelische Volkspartij        | –       | 1       | –       | –       | –       | –       | –       | –       | –       | –       | –       |
| PPR                                 | 2       | –       | –       | –       | –       | –       | –       | –       | –       | –       | –       |
| Gesamt                              | 39      | 39      | 39      | 39      | 39      | 39      | 39      | 39      | 39      | 45      | 45      |

- SP: 4
- PvdD: 4
- PvdA: 6
- GL: 9
- D66: 5
- SP100%: 4
- S&S: 3
- PvhN: 2
- VVD: 3
- CDA: 2
- CU: 2
- PVV: 1

Nach der Wahl 2022 wurde eine Koalition aus GL, PvdA, SP, PvdD, und CU eingegangen, die 25 von 45 Sitzen auf sich vereinigen können.

Anmerkungen

### Kollegium von Bürgermeister und Beigeordneten
Seit dem 30. Juni 2025 ist Roelien Kamminga (VVD) amtierende Bürgermeisterin der Gemeinde.
Nach den Gemeinderatswahlen 2018 wurde eine Koalition aus PvdA, GroenLinks, D66 und ChristenUnie gebildet. Zum Kollegium zählen die Beigeordneten Isabelle Diks (GroenLinks), Roeland van der Schaaf (PvdA), Paul de Rook (D66), Inge Jongman (ChristenUnie), Philip Broeksma (GroenLinks), Carine Bloemhoff (PvdA) und Glimina Chakor (GroenLinks). Das Amt des Gemeindesekretärs wird seit Dezember 2019 von Christien Bronda ausgeübt.

## Wirtschaft
Groningen ist in erster Linie Handels- und Dienstleistungszentrum, blickt aber auch auf eine industrielle Tradition in der Nahrungs- und Genussmittelproduktion.
Eines der wirtschaftlichen Standbeine Groningens war die Zuckerrübenverarbeitung. 2008 beschloss der Mutterkonzern der Suiker Unie, Royal Cosun, die Zuckerfabrik an der Van Heemskerckstraat zu schließen. Der Konzern unterhält unter anderen noch eine Fabrik in Hoogkerk.
In der Tabakindustrie machte sich das Unternehmen von Theodorus Niemeijer vor allem im 20. Jahrhundert auch außerhalb der Stadt einen Namen. Die noch bestehende Fabrik am Paterswoldseweg wird jetzt von der British American Tobacco Benelux betrieben.
Groningen ist Sitz des niederländischen Gashandelsunternehmens Nederlandse Gasunie NV. Die Niederländische Erdölgesellschaft (Nederlandse Aardolie Maatschappij B.V., NAM) mit Sitz in Assen hatte 1959 bei Slochteren Gasfelder entdeckt. 1963 begann sie mit der Erdgasgewinnung unter der Provinz Groningen. Weil die Förderung Erdbeben auslöste, die Schäden an Gebäuden verursachten, musste sie bis 2022 auf etwa die Hälfte (12 Mrd. m3 pro Jahr) verringert werden. Zum 1. Oktober 2023 wurde die Gasförderung bis auf Weiteres beendet. Die Förderanlagen  werden als förderbare Reserve noch bis Oktober 2024 belassen.
Weitere bekannte Groninger Firmen sind die Destillerie Hooghoudt, die neben alkoholischen Getränken Fruchtsirups herstellt, und der Verlag Noordhoff Uitgevers, der vorwiegend Schulbücher herausgibt.

## Verkehr

### Öffentlicher Nahverkehr
Groningen hat ein dichtes Stadtbusnetz mit insgesamt 37 Linien (dazu neun Nachtlinien), auf dem Busse jedoch meist im Halbstundentakt (sonntags im Stundentakt) fahren. Viele Buslinien erreichen den Busbahnhof vor dem Bahnhof Groningen. Darüber hinaus ist Groningen Zentrum eines weitläufigen Regionalbusnetzes. Sowohl Stadt- als auch Regionalbusse betreibt das Unternehmen Qbuzz Groningen Drenthe.
Alle Groninger Stadt- und Regionalbusse akzeptieren die OV-chipkaart. Gelegenheits-Passagiere kaufen beim Fahrer ein Eurokaartje (ab 2,50 Euro für max. eine Stunde Fahrt über max. zwei Zonen) mit verschiedenen Zeit- und Tarifzonenbeschränkungen.
Von 1880 bis 1949 hatte Groningen ein Straßenbahnnetz, das zunächst durch O-Busse und schließlich durch konventionelle Dieselbusse ersetzt wurde. Eine Wiedereinführung der Tram in Form eines Stadtbahnsystems mit zwei Linien war bis Ende 2012 in Planung und wurde dann aufgegeben.

### Radverkehr
Nach einer Untersuchung des Verkehrsclub Österreich VCÖ aus dem Jahre 2013 gehört Groningen zu den fahrradfreundlichsten Städten Europas, was den Anteil des Fahrrads am Alltagsverkehr betrifft. Etwa 31 % der Wege der Einwohner werden hier mit dem Rad zurückgelegt, nur in Houten (44 %), Oldenburg (43 %), Münster (38 %), Kopenhagen (35 %) und Leiden (33 %) wird mehr Fahrrad gefahren. Streetfilms hat Groningen 2013 zur Welt-Fahrradstadt erklärt und in einem englischsprachigen Video Eindrücke zum Verkehrsgeschehen, Hintergründe zur besonderen Attraktivität des Fahrradverkehrs und Stimmen von Nutzern zusammengestellt. Das Fahrrad ist wegen bewusst geplanter Einschränkungen für den Autoverkehr – besonders im Stadtkern, aber auch in anderen Quell-Ziel-Verbindungen – deutlich zeitschneller als das Auto und der Bus. So gibt es spezielle Brücken für Fußgänger und Radfahrer über einen vielbefahrenen Kanal; Autos müssen an einer Drehbrücke bis zu zehn Minuten auf passierende Schiffe warten. An einigen größeren Kreuzungen lässt die Ampelschaltung das zeitgleiche Befahren der Kreuzung des Radverkehrs in alle Richtungen zu. In einem Interview im Mai 2016 mit der Wochenzeitung Die Zeit sprach Verkehrsdezernent Paul de Rook von einem Radverkehrsanteil von 60 Prozent und davon, dass eine weitere Erhöhung angestrebt wird.

### Straßenverkehr
Das eigentliche Stadtzentrum um den Großen Markt und Fischmarkt ist gänzlich autofrei, das äußere Zentrum ist in vier Sektoren unterteilt. Direkter Autoverkehr zwischen den Sektoren untereinander ist nicht möglich. Die Stadt ist umgeben von einem vierspurigen Ringweg, sowohl zur Anbindung der Außenbezirke als auch der Fernstraßen. Seit einigen Jahren wird daran gearbeitet, alle Anschlüsse ampelfrei auszuführen, mit dem Abschluss der Arbeiten wird 2024 gerechnet, dann soll auch der Südring fertiggestellt sein.
In Ost-West-Richtung verläuft die Autobahn 7 und in Nord-Süd-Richtung die A 28.

### Wasserstraßen

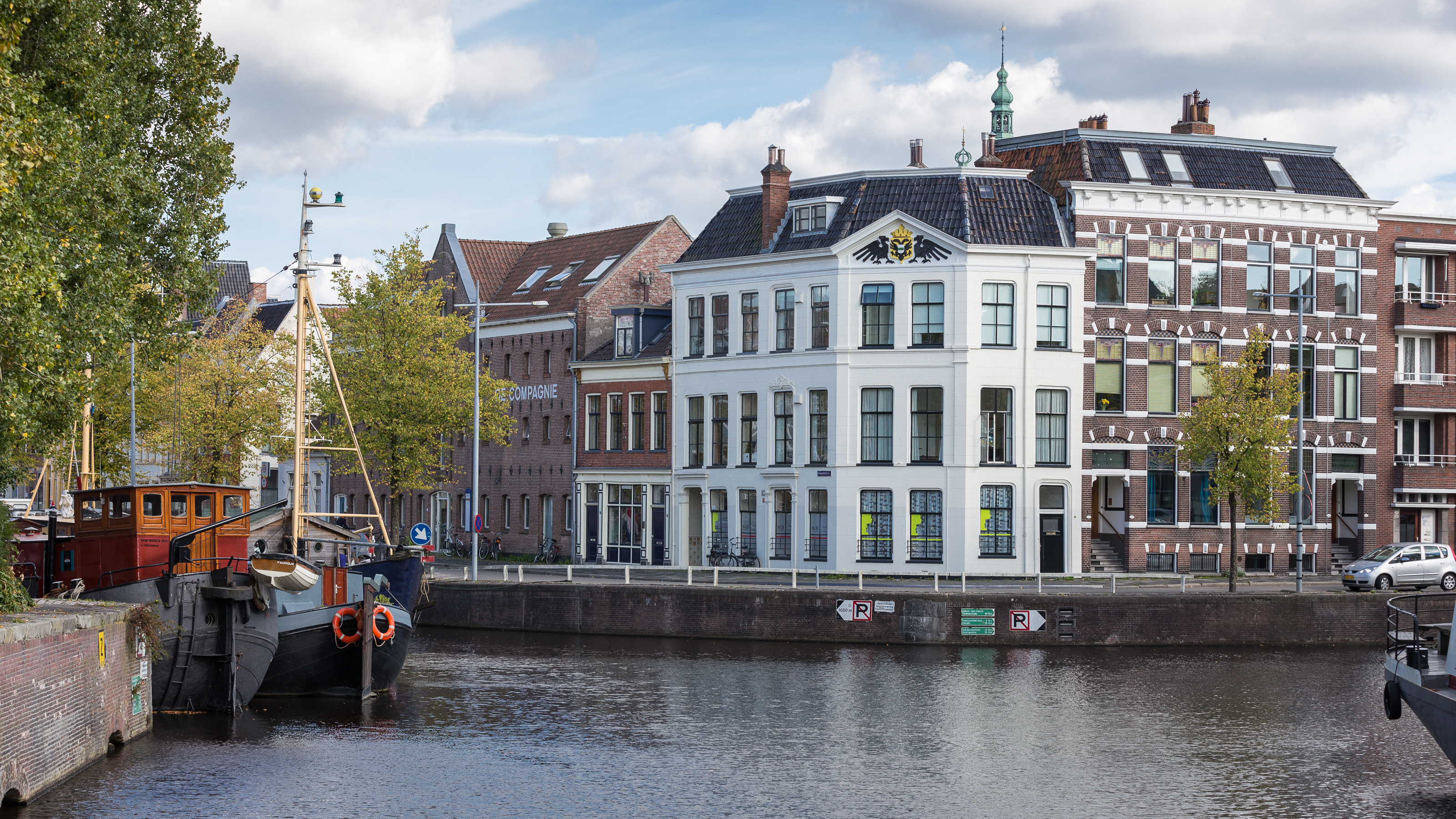
Gebäude am Noorderhaven

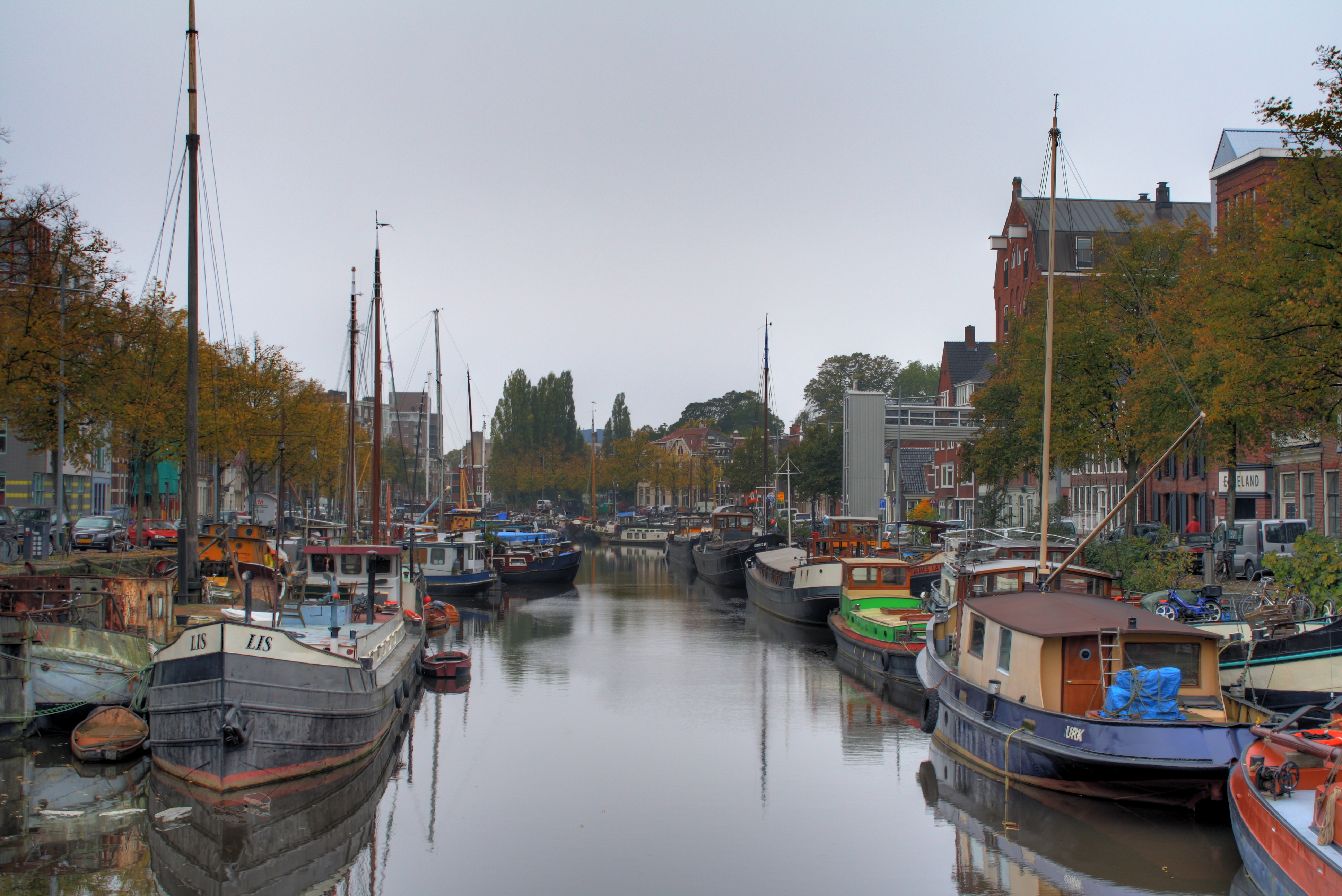
Der Noorderhaven

In Groningen treffen bedeutende Binnenwasserwege aufeinander. Von Westen (Friesland/Amsterdam) der Van Starkenborghkanaal, von Osten (Delfzijl und Mündung der Ems) der Eemskanaal, vom Südosten das Winschoterdiep und der Nord-Willemskanal aus dem Süden.
Die erste Kanalverbindung zur Ems wurde schon im Mittelalter geschaffen und im 15. Jahrhundert zum Damsterdiep ausgebaut, das heute nur noch von Freizeitschiffern befahren wird.
Während im Mittelalter die Hunze durch die Stadt bzw. entlang der Stadtmauer nordwestwärts zum Reitdiep und damit zur Lauwers floss, liegt Groningen heute auf der Wasserscheide zwischen Lauwers und Ems. Zwei Schleusen an der südwestlichen und der südöstlichen Ecke der Innenstadt und eine dritte am nordwestlichen Stadtrand trennen die Stromgebiete voneinander. Das Wasser aus der Hunze (durch das Winschoterdiep) und dem Nord-Willemskanal (Einzugsgebiet der Drentsche Aa) fließt durch den Eemskanaal nach Delfzijl an der Unterems.

### Eisenbahnverkehr
Der Bahnhof Groningen liegt an der Eisenbahnstrecke von Leeuwarden nach Deutschland (Ost-West-Verbindung, Bahnstrecke Leer–Groningen, bis voraussichtlich 2025 verkürzt aufgrund einer Schiffskollision 2015 mit der Emsbrücke) und Richtung Süden über Assen nach Meppel (Nord-Süd-Verbindung, Bahnstrecke Meppel–Groningen). Außerdem zweigen Richtung Norden zwei Nebenstrecken ab; die eine führt nach Delfzijl und die andere nach Eemshaven (Bahnstrecke Groningen–Delfzijl und Bahnstrecke Groningen–Eemshaven).

### Flugverkehr
Groningen verfügt über einen Verkehrsflughafen, den Groningen Airport Eelde, südlich der Stadt bei Eelde gelegen.

## Bildung
In Groningen leben insgesamt mehr als 50.000 Studenten.

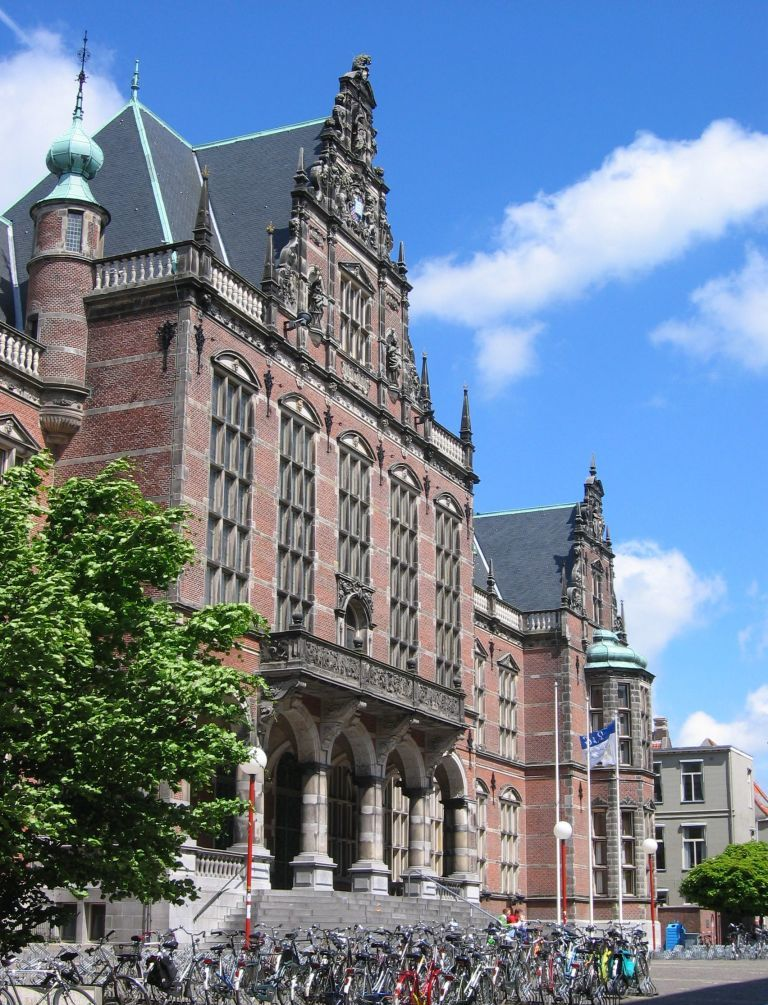
Gebäude der Universität Groningen

Die Rijksuniversiteit Groningen (RUG) blickt auf eine vierhundertjährige Geschichte als Forschungs- und Lehrstätte zurück (gegründet 1614). Die Universität ist in neun Fakultäten untergliedert: Theologie, Philosophie, Medizin, Mathematik und Naturwissenschaften, Jura, Sprach- und Literaturwissenschaft, Sozialwissenschaften, Wirtschaftswissenschaften und Raumplanung.
Außerdem gibt es in Groningen die staatliche Hanze University Groningen, University of Applied Sciences (niederländisch: Hanzehogeschool). Dabei handelt es sich um keine Universität im deutschen Sinn, sondern um eine HBO, die etwa mit einer deutschen Fachhochschule vergleichbar ist.
Die Hanze University of Applied Sciences führt ihr Gründungsjahr auf 1798 zurück. In diesem Jahr wurde die erste Kunstakademie Minerva eröffnet. Die Hochschule bietet ihren mehr als 25.000 Studenten 70 verschiedene Master- und Bachelorstudiengänge sowie Kursangebote des internen gewerblichen Dienstleisters HanzeConnect. Studiengänge gibt es in den Fachrichtungen Wirtschaft und Management, Technik, Gesundheit und Sport, Sozialwesen, Kunst, Musik und Tanz an insgesamt an 19 verschiedenen Fakultäten.
Der Asteroid (12652) Groningen trägt den Namen der Stadt.

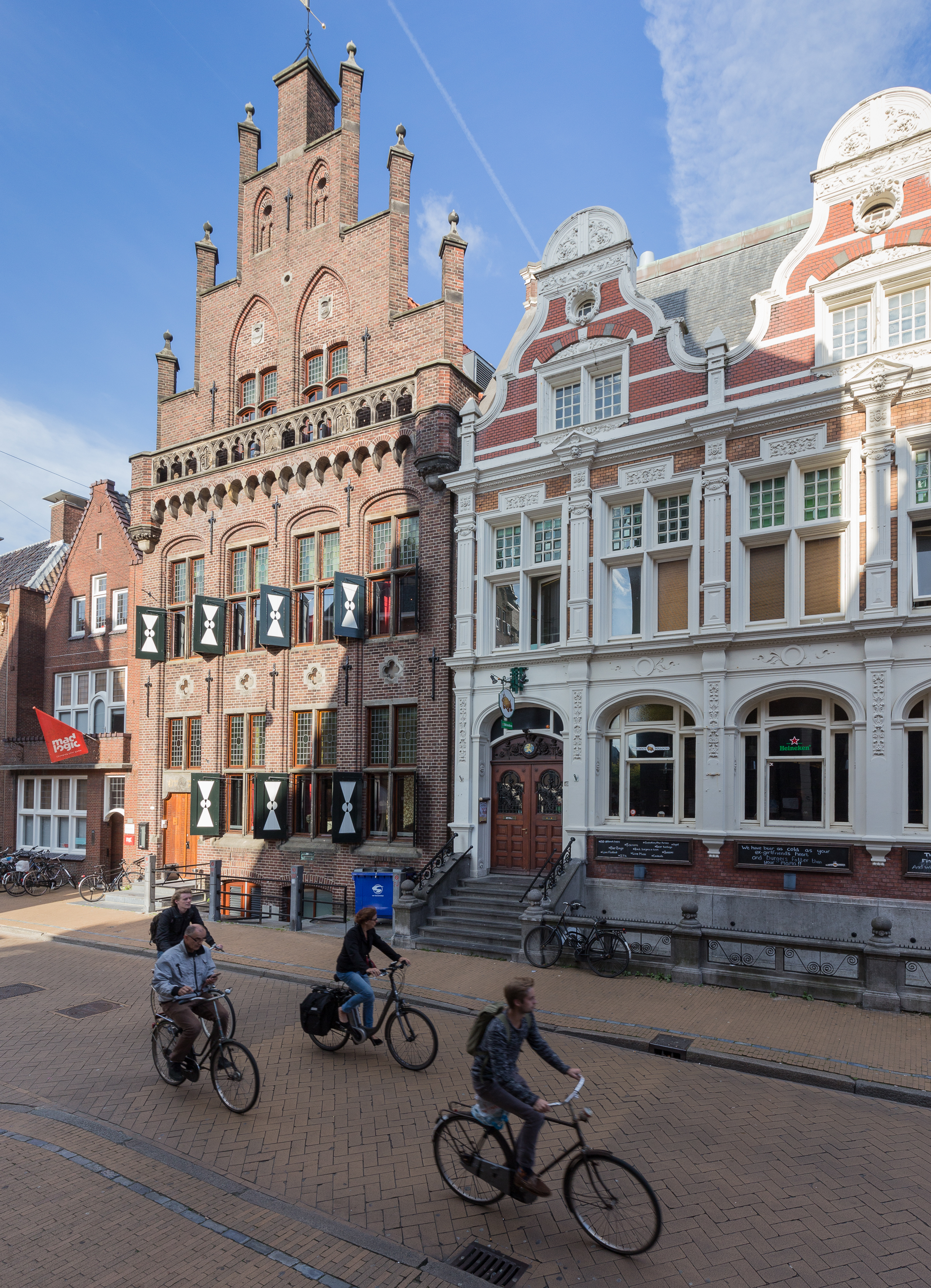
Groningen Oude Boteringestraat

## Regelmäßige Veranstaltungen
- Theaterfestival „Noorderzon“: das Theaterfestival lockt jährlich Tausende von Besuchern an
- Popfestival „Eurosonic Noorderslag“: findet jedes Jahr in Groningen statt und besteht aus einer Musikkonferenz und dem Showcase-Festival für Europäische Musik, außerdem werden einige Preise vergeben.

## Kultur und Freizeit

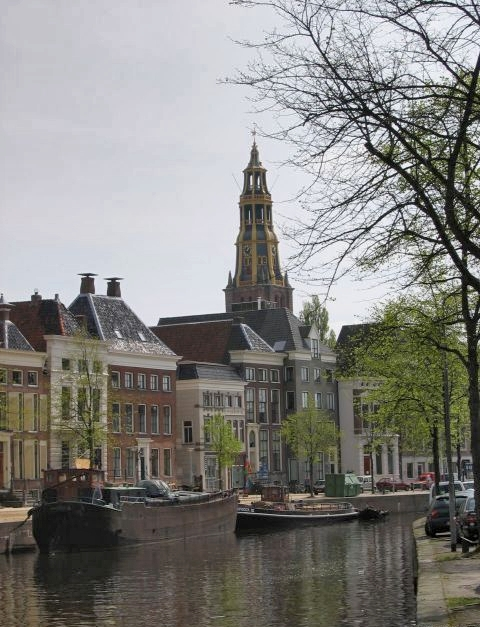
Die Aa-Kirche

In Groningen gibt es mehrere Museen. Neben dem Groninger Museum sind dies das „Noordelijke Scheepvaartmuseum“ und das „Universiteitsmuseum“. Das „Nederlandse Stripmuseum“, ein Comic-Museum, wurde nach fünfzehn Jahren im März 2019 geschlossen. Nachfolger ist „Storyworld“, das sich im Forum Groningen befindet. De Oosterpoort ist eine große Konzerthalle am südlichen Rand der Innenstadt; die „Stadsschouwburg“ beherbergt das städtische Theater. Die Diskotheken der Stadt befinden sich am Grote Markt und in der Poelestraat. Das Holland Casino betreibt hier eine seiner zwölf Filialen.

## Medien
Aus Groningen sendet die regionale Rundfunkanstalt RTV Noord, bestehend aus Radio Noord und dem täglich halbstündigen TV Noord. Die größte Tageszeitung von Groningen ist das Dagblad van het Noorden.

## Sport
- Die Stadt Groningen wird im niederländischen Fußball durch den FC Groningen vertreten. Die erste Fußball-Herrenmannschaft spielt in der höchsten niederländischen Spielklasse, der Eredivisie. Der FC Groningen trägt seine Heimspiele im heimischen Stadion Noordlease Stadion aus.
- Der Studentensportverein UC Face Off wurde 1998 als einer der ersten Unihockeyvereine der Niederlande gegründet.
- Auch American Football wird in Groningen gespielt. Die im Jahre 2000 gegründeten Groningen Giants tragen ihre Heimspiele im Sportpark Corpus den Hoorn aus, seit 2016 in der höchsten Spielklasse, der Eredivisie. Zur Saison 2018 wurde entschieden, in die Eerste Divisie (2. Liga) zurückzukehren, um wieder um die Meisterschaft mitspielen zu können.
- 2011 und 2012 fand im Rahmen der Motorrad-Langbahnweltmeisterschaft auf der 1100 m langen Trabrenn-Sandbahn im Stadtpark von Groningen der Langbahn-WM Grand Prix der Niederlande statt.

## Persönlichkeiten

### Söhne und Töchter der Stadt
- Jacob Canter (1469–1529), Pfarrer, Dichter und Humanist
- Roche Braziliano (1630–1671), Pirat
- Elisabeth Charlotte von Holzappel (1640–1707), Fürstin von Nassau-Schaumburg
- Willem Surenhuys (um 1664 – 1729), Hebraist
- Tiberius Hemsterhuis (1685–1766), Philologe
- Jan Albert Sichterman (1692–1764), Seemann und Sammler
- Daniel Bernoulli (1700–1782), Schweizer Mathematiker
- Elisabeth Geertruida Wassenbergh (1729–1781), Genremalerin
- Matthias Steevens van Geuns (1735–1817), Mediziner und Botaniker
- Etta Palm d’Aelders (1743–1799), Feministin während der Französischen Revolution
- Karl August von Schaeffer (1745–1827), preußischer Generalmajor
- John Goodricke (1764–1786), englischer Astronom
- Albarta ten Oever (1772–1854), Malerin und Zeichnerin
- Petrus Gobbels (~1782–1856), Maler
- Theodorus van Swinderen (1784–1851), Naturwissenschafter und Zoologe
- Herman de Ranitz (1794–1846), Bürgermeister von Groningen
- Theodorus Niemeijer (1822–1910), Kaufmann und Tabakfabrikant
- Jozef Israëls (1824–1911), Maler
- Hendrik Willem Mesdag (1831–1915), Marinemaler
- Maurits Adriaan de Savornin Lohman (1832–1899), Jurist und Kolonialbeamter
- Adrien Jean Madiol (1845–1927), Genremaler
- Josue Jean Philippe Valeton der Jüngere (1848–1912), Theologe und Orientalist
- Johan d’Aulnis de Bourouill (1850–1930), Ökonom
- Heike Kamerlingh Onnes (1853–1926), Physiker und Nobelpreisträger
- Frederike van Uildriks (1854–1919), Lehrerin, Schriftstellerin, Feministin und Naturforscherin
- Anna van Prooijen (1858–1933), Malerin und Zeichnerin
- Johan Frans van Bemmelen (1859–1956), Paläontologe und Zoologe
- Dirk Bos (1862–1916), Lehrer, Privatbankier und Politiker
- Barbara Elisabeth van Houten (1862 oder 1863–1950), Malerin, Grafikerin und Zeichnerin
- Gerrit van Houten (1866–1934), Landschaftsmaler, Aquarellist und Zeichner
- Felix Ortt (1866–1959), Bauingenieur, Autor und christlicher Anarchist
- Emilie Culp (1868–1898), Sängerin
- Alida van Houten (1868–1960), Malerin und Grafikerin
- Jantine Tammes (1871–1947), Botanikerin
- Johan Huizinga (1872–1945), Historiker
- Wilhelm Eduard Ringer (1874–1953), physiologischer Chemiker und Hochschullehrer
- Antoon Gerard Roos (1877–1953), klassischer Altphilologe und Althistoriker
- Betsy Culp (1883–1976), Pianistin
- Beppie Rijkens-Culp (1884–1958), Pianistin
- Maria Anna Bleeker (1885–1918), Malerin
- Juliette Culp (1885–1974), Pianistin
- Alida Pott (1888–1931), Malerin, Zeichenlehrerin und Mitglied des Groninger Kunstkreises De Ploeg
- Jaap Kunst (1891–1960), Musikethnologe
- Tine van Klooster (1894–1945), Literaturwissenschaftlerin, Verlegerin und Widerstandskämpferin
- Ben Ali Libi (eigentlich Michel Velleman; 1895–1943), Zauberkünstler
- Jaap Bulder (1896–1979), Fußballspieler
- Nico Rost (1896–1967), Antifaschist, Schriftsteller und Journalist
- Herman Nankman (1897–1973), Radrennfahrer
- Joop van Moorsel (1902–1977), Fußballschiedsrichter
- Louis de Vries (1905–1935), Jazzmusiker
- Jean Henri Pierre Jonxis (1907–1995), Pädiater und Hochschullehrer
- Leonard Barend Willem Jongkees (1912–2002), Hals-Nasen-Ohren-Arzt und Hochschullehrer
- Henk Plenter (1913–1997), Fußballspieler
- Jan Drenth (1925–2025), Chemiker
- Cornelius H. Edskes (1925–2015), Orgelforscher und -sachverständiger
- Roelof Stalknecht (1926–1995), Jazzmusiker
- Willem Hendrik Crouwel (1928–2019), Grafiker, Maler, Hochschullehrer und Museumsdirektor
- Jannie Stalknecht (1928–2017), Jazzsängerin
- Maarten Schmidt (1929–2022), Astronom
- Dirk Bolt (1930–2020), Architekt und Stadtplaner
- Jenne Meinema (1931–2020), Jazz- und Unterhaltungsmusiker
- Arnold H. Bouma (1932–2011), Geologe
- Lammert Leertouwer (1932–2024), Kirchenhistoriker und reformierter Theologe
- Meertinus Meijering (1933–2024), Biologe und Pädagoge
- John Engels (* 1935), Jazzmusiker
- Sim Van der Ryn (1935–2024), US-amerikanischer Architekt
- Koosje van Voorn (1935–2018), Schwimmerin
- Piet Fransen (1936–2015), Fußballspieler
- Andries van Dam (* 1938), Informatiker
- Bernhardt Edskes (1940–2022), niederländisch-schweizerischer Organist, Orgelsachverständiger und Orgelbauer in Wohlen
- Klaas de Boer (1941–2022), Astronom, Astrophysiker, Hochschullehrer
- Coosje van Bruggen (1942–2009), niederländisch-amerikanische Bildhauerin, Kunsthistorikerin und Kunstkritikerin
- Corrie Winkel (* 1944), Schwimmerin
- Nico Been (* 1945), Radrennfahrer
- Herman van Dijk (1947–2025), Ökonometriker
- Herman Franke (1948–2010), Kriminologe und Schriftsteller
- Tineke Looijenga (* 1948), Philologin, Linguistin der Historischen Sprachwissenschaften und Runologin
- Lex Jasper (* 1949), Jazzmusiker
- Dick Nanninga (1949–2015), Fußballspieler
- Jan Marinus Wiersma (* 1951), Politiker
- Peter van der Veer (* 1953), Anthropologe
- Stef Tuinstra (* 1954), Organist, Orgelsachverständiger und Autor
- Bert Meijer (* 1955), Chemiker und Hochschullehrer
- Arjen Lenstra (* 1956), Mathematiker
- Louwrens Langevoort (* 1957), Intendant
- Barend Joannes ter Haar (* 1958), Sinologe
- Edwin Paul Wieringa (* 1964), Islamwissenschaftler
- Bastiaan van Apeldoorn (* 1970), Politikwissenschaftler und Politiker
- Tjapko Poppens (* 1970), Politiker (VVD)
- Stephan Veen (* 1970), Hockeyspieler
- Hayo Boerema (* 1972), Organist
- Attje Kuiken (* 1977), Politikerin
- Annemiek de Haan (* 1981), Ruderin
- Sancia van der Meij (* 1981), Biologin
- Rutger Smith (* 1981), Leichtathlet
- Rien Schuurhuis (* 1982), Radrennfahrer
- Henk Nijboer (* 1983), Politiker
- Arnold Kruiswijk (* 1984), Fußballspieler
- Sophie Polkamp (* 1984), Hockeyspielerin
- Arjen Robben (* 1984), Fußballspieler
- Ben Woldring (* 1985), IT-Unternehmer
- Sophie Abraham (* 1986), österreichische Cellistin
- Ben van Gelder (* 1988), Jazzmusiker
- Julia Soek (* 1990), Radrennfahrerin
- Leandro Bacuna (* 1991), Fußballspieler
- Lois Abbingh (* 1992), Handballspielerin
- Niels Lootsma (* 1994), Tennisspieler
- Jerry St. Juste (* 1996), Fußballspieler
- Suzanne Schulting (* 1997), Shorttrackerin
- Ramien Safi (* 1999), Fußballspieler
- Jordan Teze (* 1999), Fußballspieler
- Thijs Dallinga (* 2000), Fußballspieler
- Nova Marring (* 2001), Volleyballspielerin
- Daan Reiziger (* 2001), Fußballspieler
- Sofie Dokter (* 2002), Leichtathletin
- Fodé Fofana (* 2002), Fußballspieler
- Romano Postema (* 2002), Fußballspieler
- Jolien Knollema (* 2003), Volleyballspielerin
- Bjorn Meijer (* 2003), Fußballspieler
- Luciano Valente (* 2003), italienisch-niederländischer Fußballspieler
- Thijmen Blokzijl (* 2005), Fußballspieler
- Machteld van Foreest (* 2007), Schachspielerin

### Persönlichkeiten mit Beziehung zur Stadt
- Johannes Corputius (gestorben 1611 in Groningen), Kartograf, Militär und zuletzt Hauptmann in Groningen. Sein Epitaph befindet sich in der Martinikirche.
- Ubbo Emmius (gestorben 1625 in Groningen), Pastor, Historiker, Pädagoge und erster Rektor der Universität Groningen
- Johann Heinrich Alting (1583–1644), seit 1627 Professor der Theologie in Groningen, gestorben in Groningen
- Carl von Rabenhaupt (1602–1675), Feldherr bei „Gronings ontzet“ und Bürgermeister von Groningen
- Aletta Jacobs (1854–1929), studierte ab 1871 in Groningen Medizin und wurde die erste Ärztin der Niederlande; zudem war sie als Frauenrechtlerin aktiv.[19]
- Albert Egges van Giffen (1884–1973), Archäologe
- Frits Zernike (1888–1966), Professor an der Universität Groningen von 1920 bis 1958, erhielt 1953 den Nobelpreis für Physik für die Erfindung des Phasenkontrastmikroskops
- Ben Feringa (geb. 1951), Professor an der Universität Groningen seit 1988, erhielt 2016 den geteilten Nobelpreis für Chemie für sein in Groningen entwickeltes „Nano-Auto“

## Städtepartnerschaften
Groningen unterhält mit folgenden Städten Partnerschaften:
Stedenbanden
- San Carlos, Nicaragua, seit 1986
- Murmansk, Russland, seit 1989

Partnersteden
- Bremen, Deutschland
- Hamburg, Deutschland
- Oldenburg, Deutschland
- Odense, Dänemark
- Kaliningrad, Russland
- Tallinn, Estland, seit 1993
- Zlín, Tschechien, seit 1996
- Newcastle upon Tyne, Vereinigtes Königreich
- Graz, Österreich, seit 1964
- Tianjin, Volksrepublik China, seit 1986
- Xi’an, Volksrepublik China, seit 2011[70]
- Kattowitz, Polen